# Ienisseïsk
Vous lisez un « bon article » labellisé en 2023.
Ienisseïsk (en russe : Енисе́йск, [ jɪnʲɪˈsʲejsk], litt. « [ville] du Ienisseï ») est une ville du centre de la Sibérie, une ville d'importance de kraï et le centre administratif du raïon de Ienisseïsk, bien qu'elle n'en fasse pas partie. Située dans le kraï de Krasnoïarsk, elle compte 17 537 habitants en 2021. Elle est bâtie sur la rive gauche de l'Ienisseï, grand fleuve russe qui lui donne son nom.
Centre historique du Ienisseï, aux confins de la taïga sibérienne, elle est surnommée le « père des villes sibériennes ». Fondée en 1619 par des cosaques du Ienisseï en tant que forteresse, la ville joue un important rôle dans la colonisation russe de la Sibérie, devenant la porte d'entrée vers la Sibérie orientale. Jusqu'au XIXe siècle, la ville est un centre commercial névralgique de Sibérie et plus largement du pays, au même titre que Kazan ou Moscou. Malgré les quatre grands incendies en 1703, 1730, 1778 et 1869, la ville se reconstruit à chaque fois dans un style qui lui est propre, l'école de Ienisseïsk. L'architecture mêle à la fois le baroque Narychkine, le baroque sibérien, le néoclassicisme russe et l'Art nouveau. La ville possède une centaine de bâtiments classés, dont une dizaine d'églises anciennes, parmi lesquels la cathédrale de la Dormition et le monastère de la Transfiguration. Depuis 2010, le gouvernement russe a inscrit Ienisseïsk sur la liste sélective des villes historiques de Russie.
Possédant un ensemble architectural unique au travers de ses églises et autres bâtiments, la ville est inscrite depuis 2000 sur la liste indicative du patrimoine mondial. Pour le 400e anniversaire de la ville en 2019, une reconstruction globale de la ville a été effectuée, au cours de laquelle l'ensemble de la partie historique a été restauré, dont la cathédrale de l'Épiphanie et l'église de la Trinité auparavant détruites. Désormais, la ville cherche à s'imposer comme destination touristique en utilisant ses atouts, malgré son isolement en plein cœur de la taïga.

## Géographie

### Situation
Ienisseïsk est situé dans le kraï de Krasnoïarsk, troisième plus grande subdivision au monde, qui est un kraï russe au centre de la Sibérie. La ville fait ainsi partie du district fédéral sibérien, se situant à 680 km au nord-est de Novossibirsk, la capitale du district. La capitale Moscou est à 3 200 km à l'ouest tandis que Krasnoïarsk, la capitale de son sujet, est à 270 km au sud. La ville est située dans le centre de la Russie, à plus ou moins égale distance de la mer Baltique et du détroit de Béring. Baltiïsk (oblast de Kaliningrad) est ainsi à 4 230 km tandis que Ouelen (Tchoukotka) est à 4 600 km. Le fuseau horaire est l'heure de Krasnoïarsk (MSK+4, UTC+07:00).
La ville proprement dite, incorporée dans le kraï sous le nom d'okroug urbain de Ienisseïsk, dans ses limites actuelles, couvre une superficie de 66,4 km2. Elle couvre 0,003 % de la superficie du kraï qui est de 2 366 797 km2.
La topographie de la ville est plate, avec cependant quelques collines, caractéristique de la vallée fluviale.
Par la route en 2023, Ienisseïsk est distant de 46 km de Lessossibirsk, la ville la plus proche, et de 337 km du centre régional Krasnoïarsk. La ville est aussi distante de 1 099 km de Novossibirsk (14 h sans pause) et de 4 485 km de Moscou, soit plus de 56 h sans pause.

### Localités limitrophes
Ienisseïsk est entouré par six localités limitrophes :
- à l’ouest, se trouvent Borki (nord-ouest) et Oziornoïe (ouest-ouest-nord) ;
- au sud, se situe Gorskaïa (sud) ;
- à l’est, se trouvent Verkhnepachino (sud-est) et sur l'autre rive du Ienisseï Epichino (nord-est) ;
- au nord, sur l'autre rive du fleuve, est situé Erkalovo (nord-nord-ouest).

Les localités de Borki et d'Oziornoïe forment l'établissement rural d'Oziornoïe ; Gorskaïa et Verkhnepachino font partie de l'établissement rural de Verkhnepachino ; Epichino et Erkalovo forment l'établissement rural d'Epichino. Ces localités adjacentes et les municipalités où elles sont font toutes partie du raïon de Ienisseïsk.
| Borki     | Erkalovo   | Epichino       |
| Oziornoïe | Ienisseïsk |                |
|           | Gorskaïa   | Verkhnepachino |

### Hydrologie
Ienisseïsk est situé sur la rive gauche du Ienisseï, grand fleuve sibérien qui naît dans les monts Saïan pour se jeter dans l'océan Arctique. La localité se situe à seulement 8 km en amont de la confluence du Kem dans l'Ienisseï. Les mois où le débit est le plus faible sont ceux d'hiver, tandis qu'en raison de la fonte des neiges, avril connaît le débit le plus élevé.
La ville de Ienisseïsk est située sur une rive basse et marécageuse, subissant chaque année la montée des niveaux d'eau des nappes phréatiques et des crues. Plusieurs petites rivières traversent la ville ; la rivière Pesterovka à l'ouest, la Melnitchnaïa au centre et l'Ierzovka à l'est. Plusieurs ruisseaux alimentent ces rivières ; le Zyryanov (rd Melnitchnaïa), la Lazarevka (rd Melnitchnaïa).

Les différents embranchements de ces petites rivières et ruisseaux rendent difficile le regroupement des eaux en un seul réseau d'égouts pluviaux.

### Climat
Ienisseïsk bénéficie d'un climat fortement continental, de type Dfb selon la classification de Köppen. Le mois le plus chaud de l'année est juillet avec une température moyenne de 18,7 °C, tandis que le mois le plus froid est janvier avec une température moyenne de −21,0 °C. Les précipitations varient en fonction de la période de l'année : les pluies les plus intenses ont lieu en juillet (64,1 mm) et en août ; à l'opposé, il ne tombe que 16,4 mm en février. La station météorologique de la ville est ouverte en 1871 par Maximilien Marks, ethnographe et météorologue russe.
- Température record la plus froide : −58,8 °C (janvier 1931)
- Température record la plus chaude : 35,4 °C (juillet 1969)
- Nombre moyen de jours de pluie dans l'année : 194

| Mois                                                | jan.       | fév.       | mars       | avril      | mai        | juin      | jui.      | août      | sep.      | oct.       | nov.     | déc.       | année      |
| --------------------------------------------------- | ---------- | ---------- | ---------- | ---------- | ---------- | --------- | --------- | --------- | --------- | ---------- | -------- | ---------- | ---------- |
| Température minimale moyenne (°C)                   | −26,4      | −25,1      | −16,8      | −5,8       | 2,1        | 8,9       | 12,1      | 9,3       | 3,7       | −3,3       | −15,6    | −23,8      | −6,2       |
| Température moyenne (°C)                            | −21        | −19,02     | −10,1      | 0,2        | −7,8       | 15,4      | 18,7      | 14,9      | 8,2       | 0          | −11,6    | −19,2      | −0,9       |
| Température maximale moyenne (°C)                   | −16,5      | −13        | −3,2       | 5,6        | 13,9       | 21,7      | 24,7      | 20,7      | 13,5      | 3,8        | −7,7     | −15,1      | 4,5        |
| Record de froid (°C) date du record                 | −58,8 1931 | −53,3 1931 | −47,1 1915 | −35,6 1984 | −17,1 1931 | −3,9 1933 | 1,2 1885  | −3,1 1937 | −8,9 1954 | −33,6 1935 | −49 1952 | −54,5 1909 | −58,8 1931 |
| Record de chaleur (°C) date du record               | 3,5 2020   | 7,1 1963   | 16,5 2008  | 27 2017    | 33,2 1955  | 35,4 1969 | 35,3 1891 | 33,6 1995 | 29,2 2010 | 23,7 1967  | 9,6 2013 | 6,1 1983   | 35,4 1969  |
| Ensoleillement (h)                                  | 44         | 94         | 168        | 213        | 252        | 290       | 311       | 231       | 134       | 74         | 44       | 27         | 1 882      |
| Précipitations (mm)                                 | 24         | 16,4       | 15,6       | 22,2       | 42,5       | 56        | 60,9      | 64,1      | 51,1      | 45,3       | 38,1     | 30,9       | 467,1      |
| Précipitations les plus basses (mm) année du record | 2 2016     | 3 1924     | 1 1998     | 0,6 1883   | 9 1991     | 0,7 2012  | 8 1996    | 16 1964   | 7 1984    | 16 1973    | 7 1882   | 8 1881     | 321 1911   |
| Précipitations les plus hautes (mm) année du record | 55 1914    | 45 1915    | 44 2002    | 56 1959    | 107 1957   | 156 1908  | 196 2014  | 179 1903  | 112 2015  | 95 1956    | 86 1980  | 64 2013    | 710 2014   |
| Record de pluie en 24 h (mm) date du record         | 13 1985    | 13 1895    | 13 2013    | 22 1945    | 33 2014    | 40 1908   | 57 2014   | 74 1969   | 40 2015   | 28 1971    | 22 1916  | 15 1888    | 74 1969    |
| Nombre de jours avec précipitations                 | 20         | 15,6       | 13,3       | 11,5       | 13,9       | 14        | 12,4      | 14,8      | 15,9      | 19,7       | 21,7     | 21,8       | 194,5      |

| Diagramme climatique                                  |              |               |             |             |           |              |             |             |             |               |                |
| J                                                     | F            | M             | A           | M           | J         | J            | A           | S           | O           | N             | D              |
| −16,5−26,424                                          | −13−25,116,4 | −3,2−16,815,6 | 5,6−5,822,2 | 13,92,142,5 | 21,78,956 | 24,712,160,9 | 20,79,364,1 | 13,53,751,1 | 3,8−3,345,3 | −7,7−15,638,1 | −15,1−23,830,9 |
| Moyennes : • Temp. maxi et mini °C • Précipitation mm |              |               |             |             |           |              |             |             |             |               |                |

## Urbanisme

### Occupation des sols
L'occupation des sols de la municipalité, telle qu'elle ressort du plan directeur de la ville, montre une forte part d'espaces artificialisées. La répartition détaillée en 2018 est la suivante,:

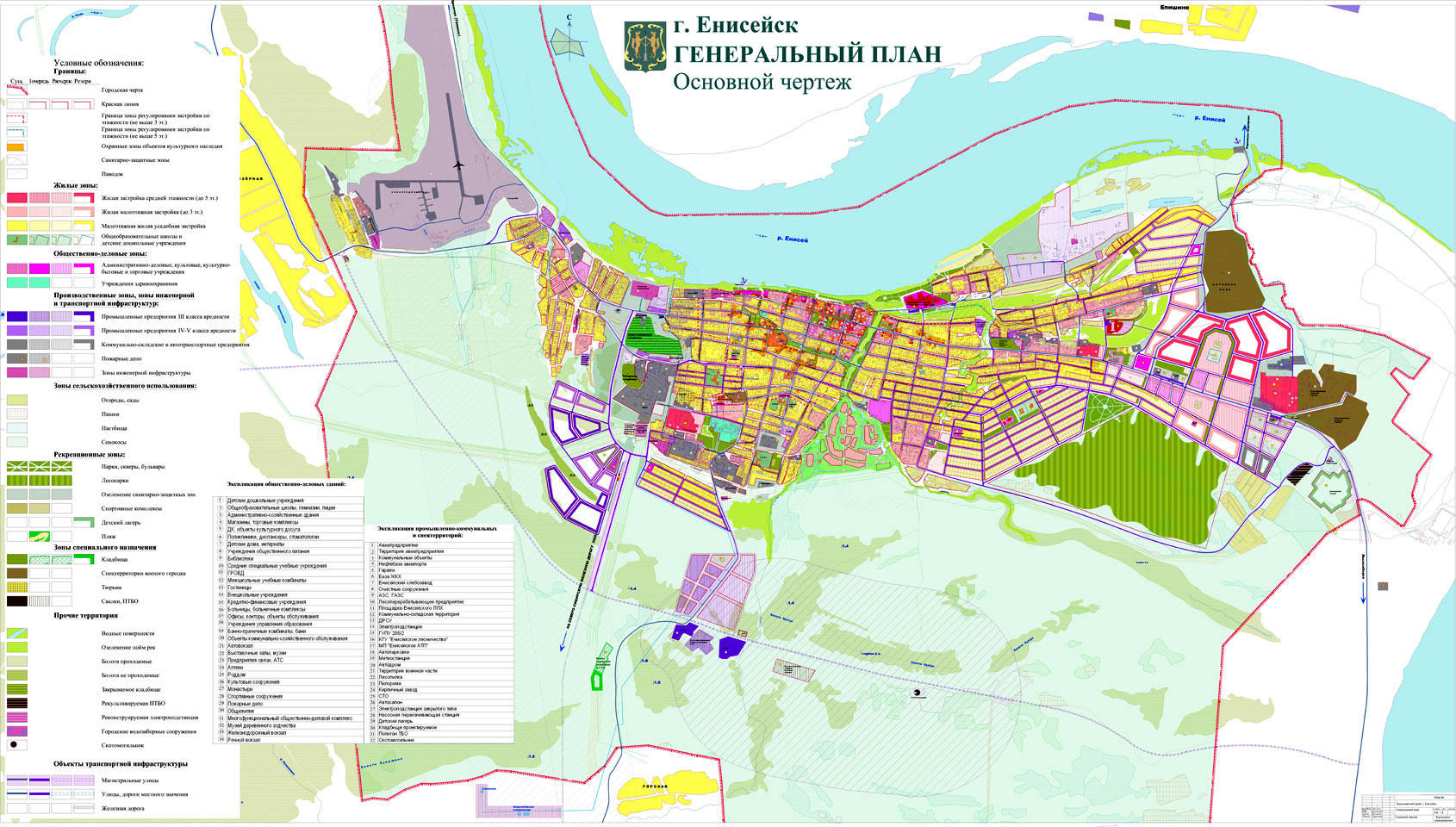
Plan général de Ienisseïsk de 2009.

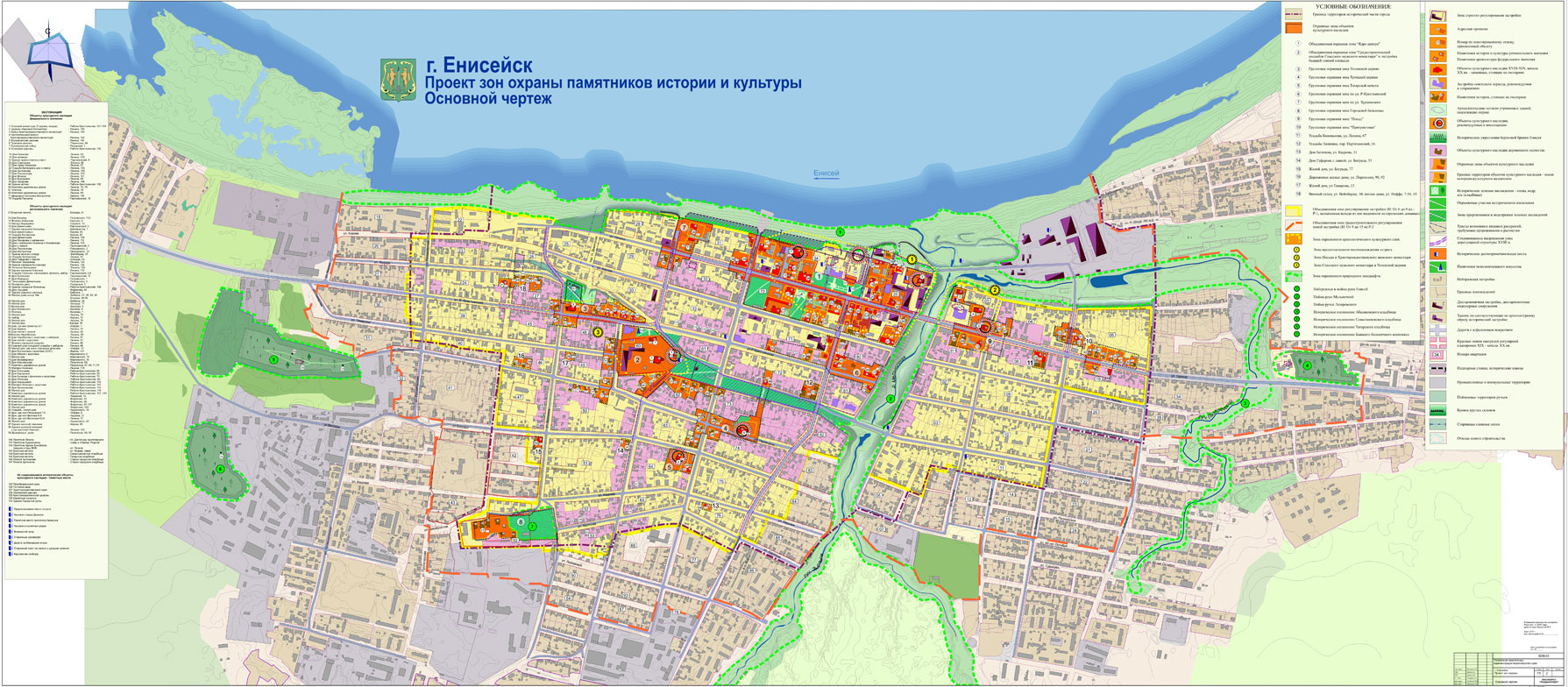
Délimitation de la zone historique de la ville avec les monuments protégés.

| Année                                                            | 2018 (ha) | %     |
| ---------------------------------------------------------------- | --------- | ----- |
| Zones résidentielles                                             | 287       | 4,32  |
| Zones commerciales                                               | 63        | 0,95  |
| Zones industrielles                                              | 80        | 1,2   |
| Espaces publics                                                  | 328       | 4,94  |
| Infrastructures de transports, de communications et d'ingénierie | 299       | 4,5   |
| Terres à vocation agricole                                       | 989       | 14,89 |
| Zones à vocation spéciale (dont espaces forestiers)              | 2977      | 44,83 |
| Plans d'eau                                                      | 614       | 9,25  |
| Installations militaires et autres installations sensibles       | 398       | 5,99  |
| Autres                                                           | 606       | 9,13  |
| Total                                                            | 6641      | 100   |

### Quartiers et perspectives
La ville compte selon l'administration 11 quartiers (ils n'ont aucune valeur juridique et ne sont pas des découpages administratifs), plus un en création, avec différentes perspectives de développement. Les quartiers sont, :
- Centre sportif (en russe : Спортивный центр, Sportivni centr), quartier en projet à l'est de la ville ;
- Kachtakskaïa Sloboda (en russe : Каштакская Слобода), quartier nord-ouest le long du Ienisseï ;
- Nord-Est (en russe : Северовосточный, Severovostotchny) ;
- Nord-Ouest (en russe : Северо-Западный, Severo-Zapadny) ;
- Sud-Est (en russe : Юго-Восточный, Iougo-Vostotchny) ;
- Sud 1 (en russe : Южный-1, Ioujny-1) ;
- Sud 2 (en russe : Южный-2, Ioujny-2) ;
- Est 1 (en russe : Восточный, Vostotchny-1) ;
- Est 1 (en russe : Восточный, Vostotchny-2) ;
- Centre historique de la ville ;
- Vologdinka (en russe : Вологдинка), le quartier le plus à l'ouest.

La mairie souhaite réduire le parc de logements et en rénover d'autres du quartier de Vologdinka, constitué actuellement de logements vétustes, afin de réaménager l'ensemble de la zone. Le quartier du centre sportif est en projet, devant contenir à terme comme son nom l'indique des installations sportives et des logements. En outre la ville veut rénover son centre historique, en le réaménageant et en supprimant les éléments sans caractère historique,.
Selon la stratégie pour le développement socio-économique de la ville de Ienisseïsk de la période 2016-2030, la ville souhaite construire 78,3 % des nouveaux logements dans les quartiers orientaux de la ville, soit une superficie de logements ajoutée de 134 850 m2.

### Logements
Au 1er janvier 2018, le parc immobilier de Ienisseïsk est de 522 000 m2. Les logements dans un état insatisfaisant forment 8,9 % de la surface du parc immobilier et 7,9 % du nombre de logements.
Le nombre de logements n'augmente presque plus, seulement 2 566 m2 sont mis sur le marché en 2017, soit 13 fois moins qu'à Minoussinsk. Ces surfaces mises sur le marché et plus généralement les constructions de logements sont principalement des rénovations de logements vétustes au travers de programmes régionaux et municipaux. La mise sur le marché de nouveaux logements est extrêmement faible.

### Places et espaces verts

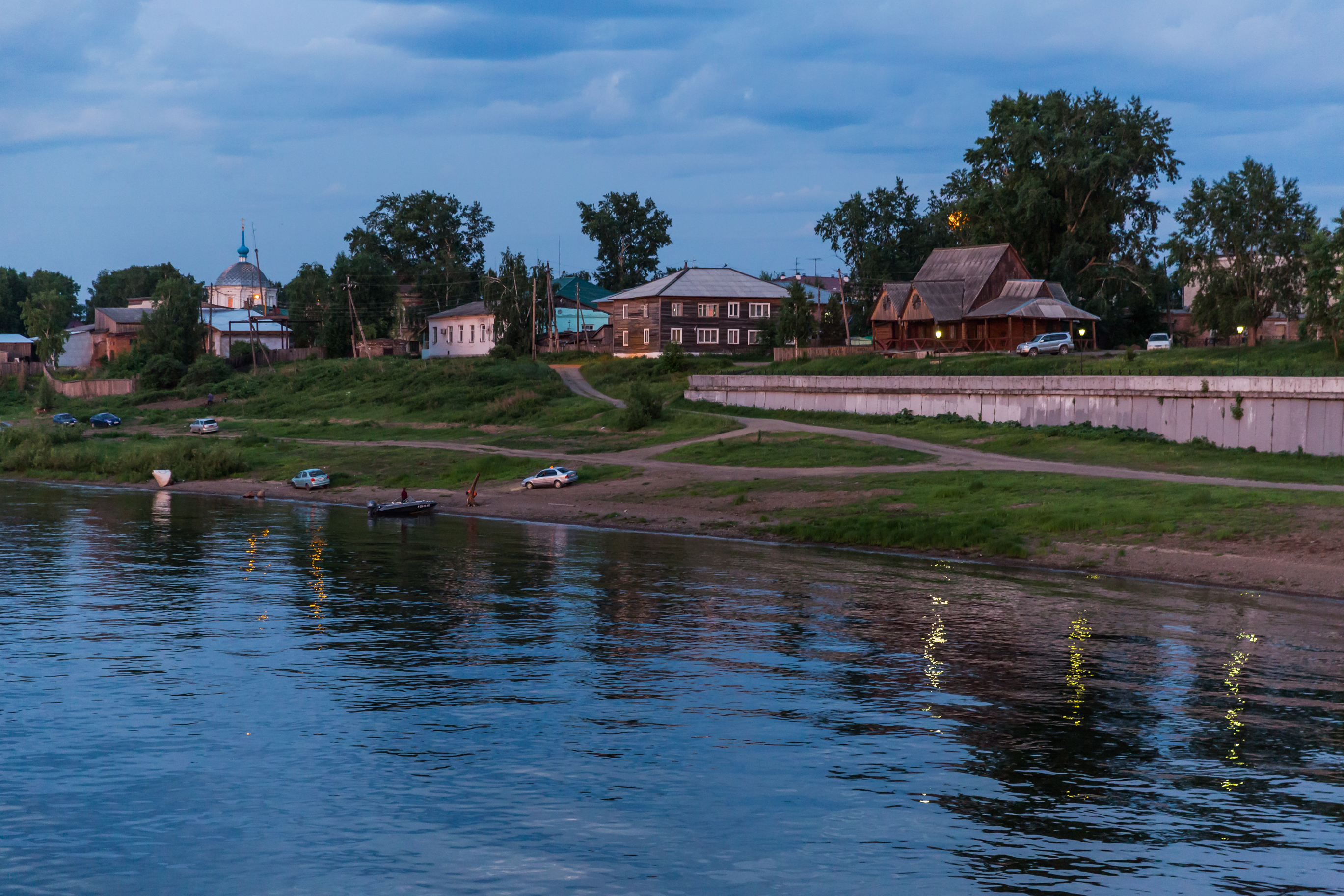
Berge sur l'Ienisseï en 2016.

La ville compte plusieurs places et espaces verts, dont les plus importants sont la berge du fleuve Ienisseï et la place de la Cathédrale. Existent aussi la place Kytmanov, la place centrale, la place D. Grebenets et la place Kedrovaïa Retchka. La ville a en outre le parc Katcheli, le parc du monastère et enfin un jardin public dans le quartier Klebozavod.
En tout, 25,1 % de la ville sont couverts d'espaces verts, souvent des territoires non-urbanisés.

### Voies de communication et transports

#### Routes régionales

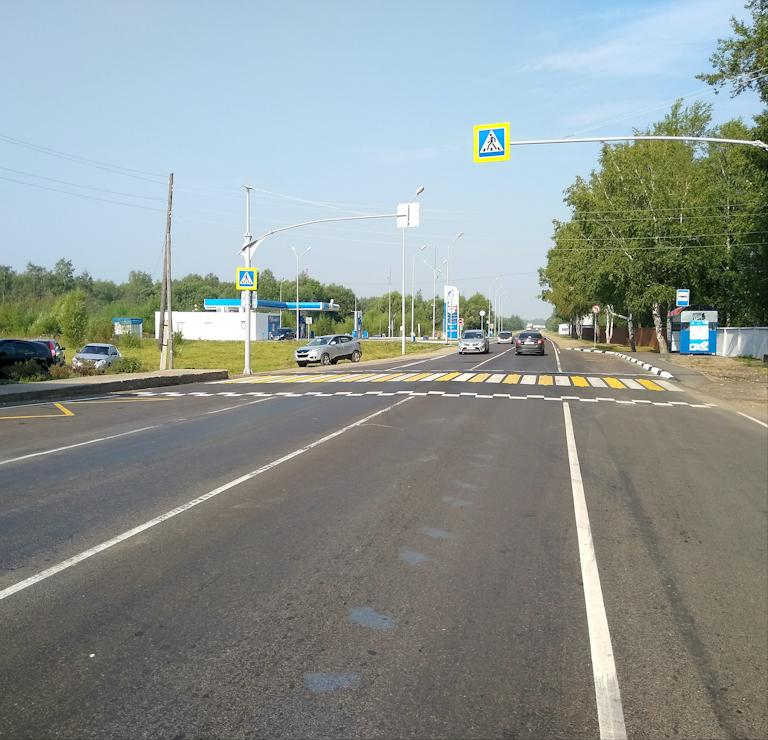
La route de l'Ienisseï en arrivant à Ienisseïsk.

Ienisseïsk se situant dans une région reculée du kraï est une ville presque isolée concernant les transports. Le principal axe auquel la ville est connectée est la route du Ienisseï (de son code 04K-044), route longue de 345 kilomètres qui relie la ville à Lessossibirsk et à Krasnoïarsk en longeant le fleuve Ienisseï. Cette route permet que la ville soit liée au réseau routier russe, Krasnoïarsk possédant la route fédérale R255 vers Novossibirsk ou Irkoutsk ainsi que la route fédérale R257 vers Touva,.
Plusieurs travaux ont eu lieu sur cette route et ses abords. Depuis la mi-2023, et ce, jusqu'à courant 2024, la section de route entre Ienisseïsk et Lessossibirsk est en cours de reconstruction. Cependant, le chantier le plus important demeure celui du pont de Vyssokogorski, ouvert le 31 août 2023, à une quarantaine de kilomètres au sud de la ville, qui permet de circuler vers l'autre rive du fleuve.
Outre cette route, la ville est reliée à plusieurs routes régionales de moindre importance. Il y a la 04K-013, qui part de l'ouest de la ville en direction de la rivière Kem, ainsi que la 04N-016 (04N-342 jusqu'au village de Pogodaïevo. Cette dernière route est une route d'hiver longeant l'Ienisseï, qui fait plus de 200 km de long et qui mène vers le bourg de Bor (en) au nord. Enfin, la 04N-430 relie Ienisseïsk au petit village de Gorskaïa au sud.

#### Transports fluviaux et bus régionaux
L'embarcadère de Ienisseïsk se situe dans son centre-ville. Entre avril et octobre, des ferries (ne transportant que des passagers) relient la ville à Bor, Krasnoïarsk et Doudinka. Il existe aussi un autre embarcadère au nord-ouest (au village de Borki), où un bac fait huit fois par jour des rotations avec le village de Ierkalovo sur l'autre rive.
La ville de Ienisseïsk possède une gare routière en centre-ville, sur la rue Rabotche-Krestianskaïa. De nombreuses localités régionales sont desservies par des bus depuis la gare routière. Les principales sont Krasnoïarsk, Kazatchinskoïe, Novokarguino et Lessossibirsk. Il existe des liaisons en tout vers plus de 30 destinations.

#### Transports aériens et ferroviaires

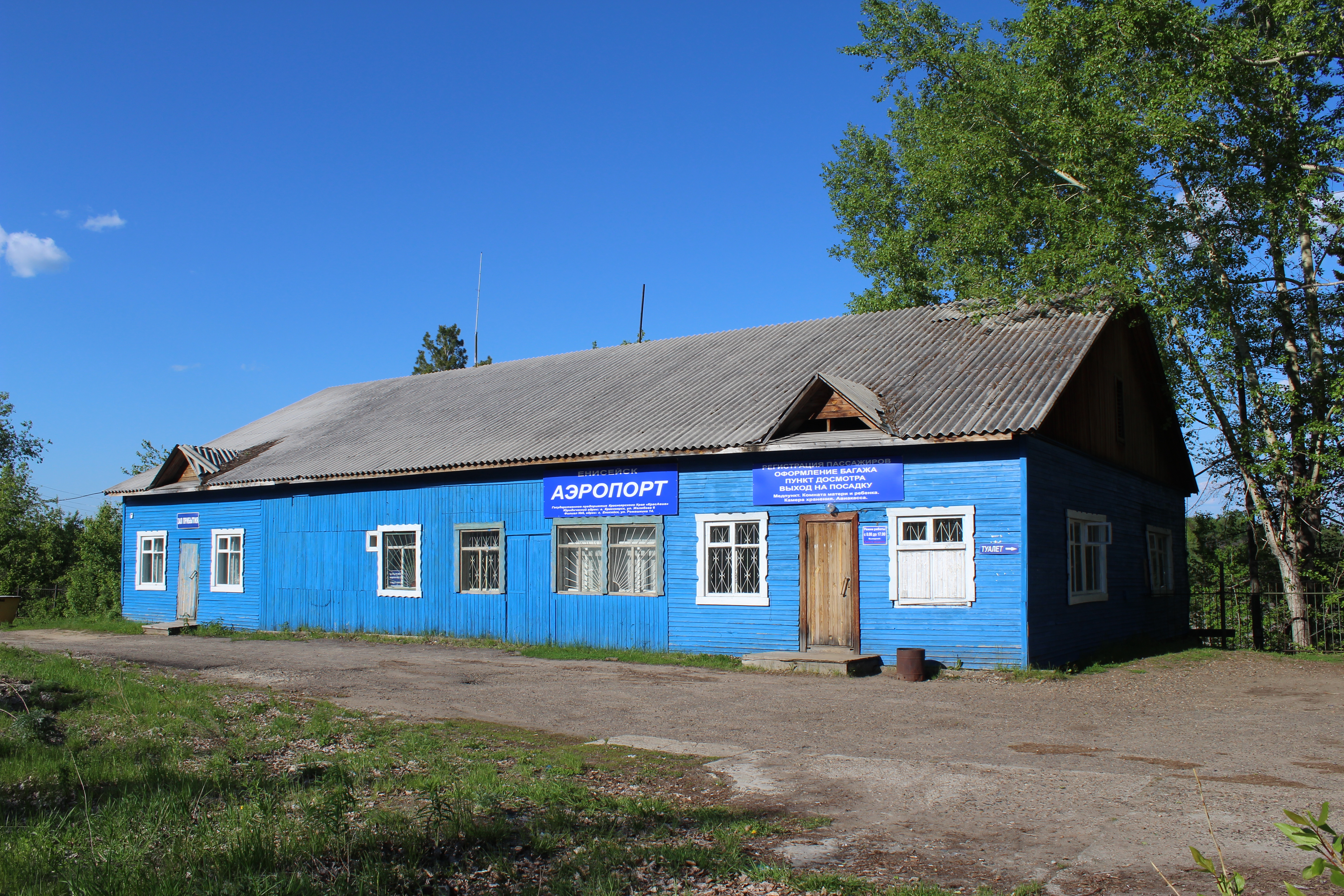
Terminal de l'aéroport.

L'aéroport de Ienisseïsk (code IATA : EIE • code OACI : UNII) a des liaisons en Mi-8 et en Cessna 206 vers de nombreux petits villages du raïon, souvent non-desservis par des routes ouvertes à l'année. Mais l'aéroport, situé à 2 km au nord-ouest du centre-ville, est presque exclusivement utilisé pour l'exploration forestière, la lutte contre les incendies, les missions sanitaires et l'exploration géologique. Sa piste est longue de 2 190 mètres, et le terminal, petit, est en bois. Depuis 2021, l'aéroport ne figure plus sur la liste des aéroports civils de la Russie.
La gare la plus proche est située à Lessossibirsk, à 46 kilomètres par la route. Depuis cette gare, des trains vont vers Atchinsk et la gare de Krasnoïarsk-Passajirski chaque jour.

#### Transports en commun
La ville dispose d'un petit réseau de transport en commun, avec des bus circulant à l'intérieur de la ville ainsi que vers les villages voisins. L'entreprise publique chargée des transports s'appelle ATP Ienisseï. Le parc de véhicules est vétuste, tandis que le réseau manque de personnel, problème aggravé par la pandémie de Covid-19. Les bas salaires et la charge de travail sont les principales causes. Les bus sont ainsi souvent en retard, affectant les usagers, mais aussi les employés qui doivent effectuer des heures supplémentaires, pour certains jusqu'à 100 heures par mois selon un média local.
Liste des lignes urbaines et de banlieues en 2023 :
- no 1 : Aéroport — Polious ;
- no 2A : École no 9 — Polious (ne fonctionne pas le dimanche) ;
- no 5 : Rue Vaneïeva — Magasin no 41 (fonctionne du lundi au vendredi) ;
- no 8 : École no 9 — Lessozavodskaïa ;
- no 102 : École no 9 — Ozernoïe ;
- no 107 : École no 9 — Verkhnepachino ;
- no 107A2 : Ozernoïe — Verkhnepachino ;
- no 107A3 : Ozernoïe — Verkhnepachino (ne fonctionne pas le dimanche) ;
- no 109 : Ienisseïsk — Gorskaïa.

#### Voirie de la ville
La longueur totale du réseau routier en 2017 de la ville est de 82,53 km. Sur ce total, 23,75 km, soit 30 %, servent au trafic de transit, qu'il soit de passagers (véhicules, bus régionaux et autres) ou de marchandises. Seulement 36,2 km des routes sont dotés de revêtements en béton bitumineux, tandis que 26,28 km sont en gravier et 20,03 km sont des chemins de terre. Les rues empruntées par les transports en commun sont longues de 19,4 km, et beaucoup de routes n'ont pas de trottoirs.

##### Nom des rues
Pendant longtemps, les noms de rues de Ienisseïsk se réfèrent à leur situation géographique ou à leur importance. La rue centrale s'appelait la rue Bolchoïa (« grande »), et d'autres avaient le nom d'églises, comme la rue de l'Assomption ou celle de la Transfiguration. Les rivières Melnitchnaïa, Lazarevka ont donné leur nom aux rues les longeant. Deux noms, Baraboo et Kachtak, provenaient des Juifs et des Tatars, qui s'étaient installés dans les rues respectives. Sinon, d'autres rues, surtout après l'incendie de 1869, ont été nommées d'après des marchands influents de la ville.
Toutefois, lors de l'arrivée au pouvoir des soviétiques les noms ont été modifiés. Les rues ont été renommées d'après des personnalités communistes importantes, la rue Bolchaïa devenant par exemple la rue Lénine, la rue de la Melnitchnaïa étant renommée rue Gorki ou encore la rue Kedrovaïa devenant la rue Kirov.

## Histoire

### AuXVIIesiècle

#### Fondation et premières années
La ville de Ienisseïsk est fondée en 1619 comme un ostrog (forteresse) par un détachement cosaque. Ce détachement cosaque est mené par Piotr Albytchev, fils d'un boyard, et par le streltsy Tcherkas Streltsy Roukine. Ils fondent la première forteresse sur l'Ienisseï, à la demande de Michel Ier, le tsar de Russie. L'emplacement de la forteresse est choisi sur une petite colline de la rive gauche du Ienisseï, près de l'embouchure de la petite rivière Toltcheïa. La forteresse est à l'origine une palissade rectangulaire possédant trois tours ainsi que des cabanes en rondins à l'intérieur.
La fondation se fait dans des terres jusque-là peuplées de Kètes et de Toungouses. En décembre 1619, les voïvodes d'Ienisseïsk Roukine et Albitchev font prisonnier Iltik, le chef des Toungouses du clan Kipanskiï. Son interrogatoire permet aux Russes d'apprendre l'existence du fleuve Lena et de la richesse du territtoire des Iakoutes. Dès l'année de sa fondation, la localité devient alors avec Mangazeïa la base militaire pour aller exploer les terres de la Léna, la Iakoutie. 

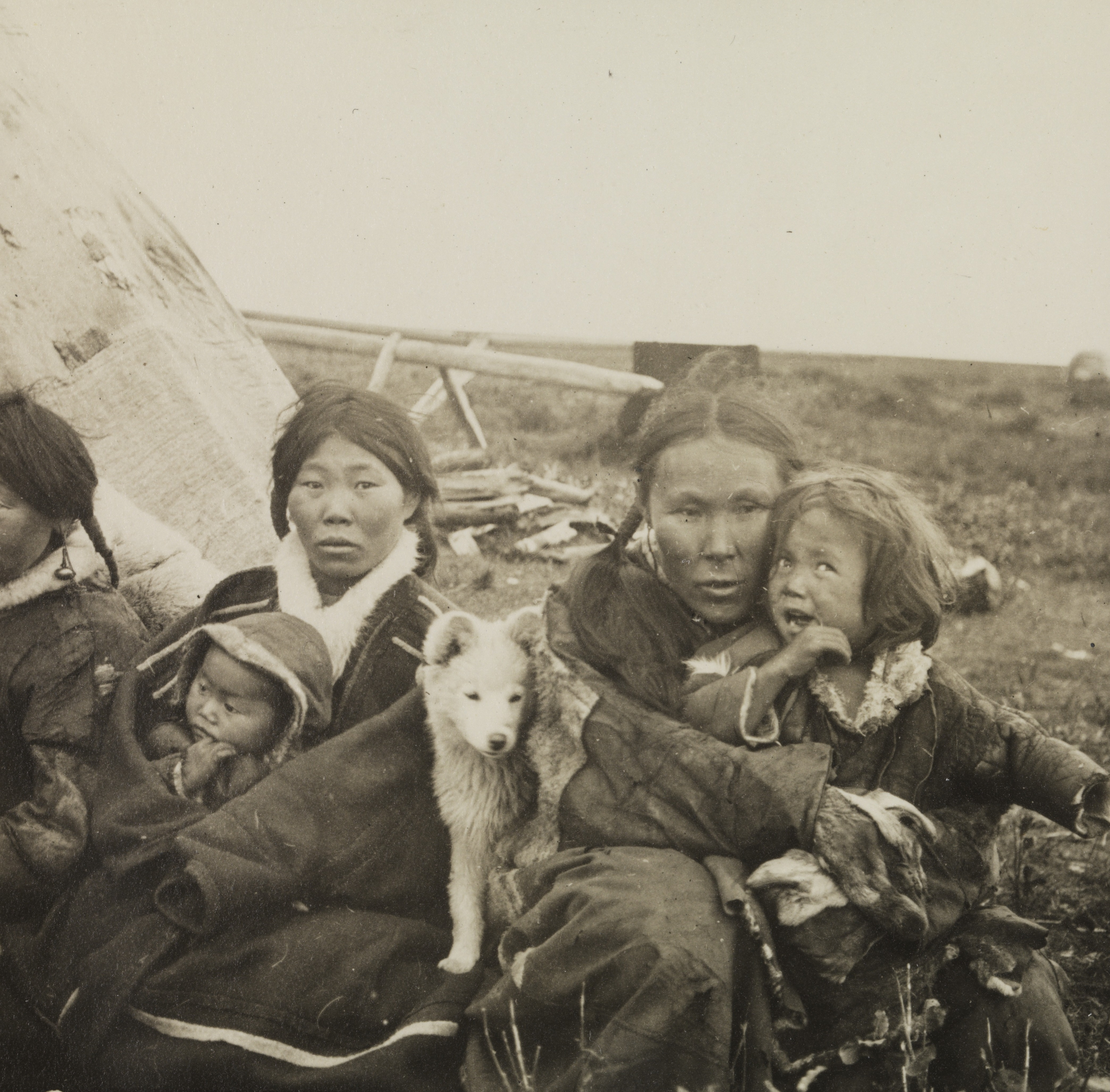
Des femmes Kètes avec leurs enfants par Fridtjof Nansen en 1913. C'est un peuple du Ienisseï, qui vit alors dans toute la région du fleuve.

Dans les années 1620, une première église, dédiée à la Très-Sainte-Mère-de-Dieu, est construite en bois dans l'enceinte puis, au cours de la même décennie, une seconde, également en bois, est ajoutée. Pendant cette décennie, la forteresse est agrandie et renforcée par deux fois, en 1623 et 1626, car des marchands, paysans et chercheurs d'or s'installaient dans la localité, rendant l'enceinte trop petite. En plus des églises, la cathédrale de l'Épiphanie est construite dans l'enceinte. Cette cathédrale à trois niveaux, est alors coiffée de cinq dômes. Une chapelle voit aussi le jour, ainsi que des bâtiments administratifs, une galerie marchande et d'autres bâtiments. La forteresse est une ville fortifiée typique de l'architecture en Sibérie au XVIIe siècle, et elle est à cette époque large de 200 mètres et longue de 400 mètres.
Du fait de l'importance stratégique de la ville, Moscou y envoie en 1623 le premier voïvode, un certain Iakov Khripounov, afin de la diriger et de contrôler ses environs. La ville joue un rôle important dans la colonisation russe de la Sibérie orientale. Les Cosaques d'Ienisseïsk et de Mangazeïsk envoyaient en effet régulièrement au pouvoir central des informations sur les territoires iakoutes. Ce sont ses cosaques qui fondent Krasnoïarsk (1628), Bratsk (1631), Verkhoïansk (1638), Irkoutsk (1651) et Nertchinsk (1658). De nombreux explorateurs sont passés par la ville pour explorer la Sibérie, faisant de la ville la porte d'entrée de la Sibérie orientale. On peut citer Simon Dejnev pendant ce siècle et plus tard Vitus Béring et Ierofeï Khabarov. En 1628, un détachement d'Ienisseïsk commandé par l’ataman Vassili Bougor explore la Lena moyenne, et l'année suivante, le voïvode d'Ienisseïsk S.I. Chakhovskiï ordonne à l’ataman Ivan Galkine de construire un ostrog sur la Lena, ce qu'il fera en 1631 en fondant la future Iakoutsk.
La ville vit du commerce de fourrure et attire des chasseurs. La zibeline étant l'animal le plus chassé est dès lors devenue le symbole de la ville, apparaissant sur les premières armoiries de Ienisseïsk en 1635. Mangazeïsk et Ienisseïsk récoltèrent plus de 85 000 peaux de zibeline selon les registres du iassak de l'année 1629. En effet, la zibeline de Sibérie était reconnue comme la meilleure et la plus belle, plus noire que celle de l'Oural, faisant d'elle la fourrure la plus chère de l'époque. La ville est aussi le lieu de centralisation des biens récupérés par la collecte du iassak (le tribut russe), collecte effectuée par les cosaques. La collecte du iassak des cosaques de la ville s'effectue sur les territoires du bassin du moyen Ienisseï, du bassin de l'Angara, du bassin de la Léna, et jusqu'en Transbaïkalie pour un temps. La ville perçoit le tribut en particulier des tribus locales des Kètes et des Toungouses.

#### Essor économique et reconstruction
Assez, rapidement, Ienisseïsk quitte le statut de petit poste frontalier pour devenir un centre commercial et administratif majeur. L'autorité de la ville s'étend sur l'ensemble du bassin du moyen Ienisseï et sur le bassin de l'Angara (région du Baïkal comprise). En 1647, la ville a une église, des granges, des cabanes, une douane, une maison du voïvode, une prison et une zone marchande. Une  image de Jésus a été installée sur la tour de la porte d'entrée de la ville et le monastère de la Transfiguration a été fondé en 1642.

La ville subit la première catastrophe de son histoire en 1651 : des inondations dévastatrices du fleuve qui emportent les fortifications. En conséquence, le voïvode d'alors Afanassy Pachkov décide de reconstruire une nouvelle ville fortifiée dotée de huit tours. L'entrée principale est située côté sud, dont le chemin mène vers la route de Sibérie. La place principale du village est occupée par le fort et le monastère de la Transfiguration. Le long du Ienisseï se trouvait la cathédrale de l'Épiphanie avec cinq dômes, l'église de la Résurrection et, en périphérie, une dernière église, celle de la Nativité du Christ. La cour et maison du voïvode comprennent de nombreuses dépendances, avec des granges et une forge. Le domaine du voïvode possède même un mur d'enceinte, soit une enceinte dans l'enceinte. La prison se trouve près de la tour du Sauveur, et le monastère du Sauveur se situe sur les hauteurs du village en périphérie. Afin de protéger le nouveau quartier commercial, un mur de six courtines est construit. 

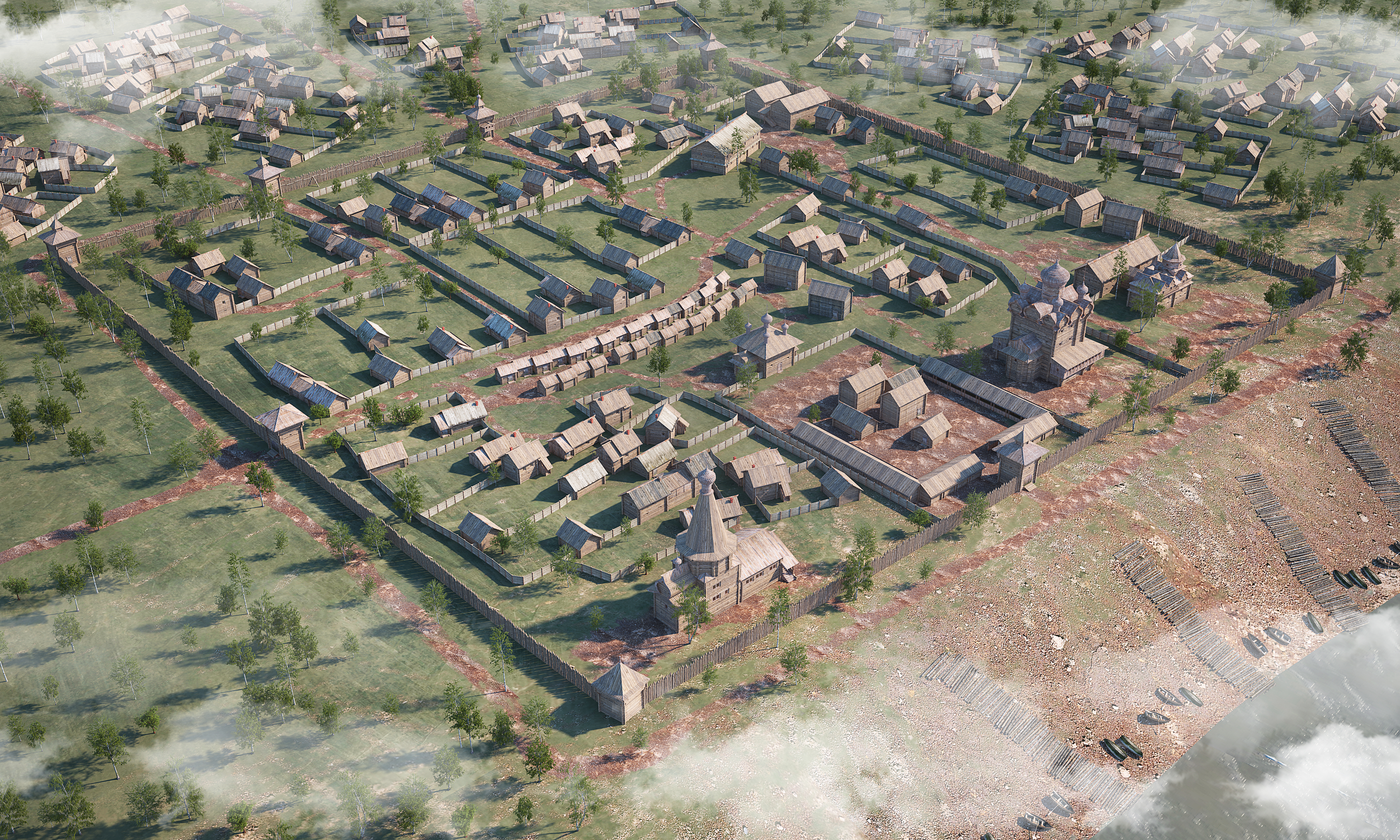
Vue en trois dimensions de la ville fortifiée à la fin du XVIIe siècle.

Dans la seconde moitié du XVIIe siècle, la ville devient également un centre industriel, avec plus de 20 usines et lieux d'artisanats à cette époque. Le forgeage et le travail des métaux sont les principales activités, avec le commerce du sel et la construction navale. Ces bateaux, alors le principal moyen de transport des marchandises en Sibérie, donnent à la ville à cette époque le statut de premier port de la partie asiatique de l'empire russe. Ces bateaux servent aussi à de nombreuses expéditions en Sibérie sur le bassin de l'Ienisseï. Toujours à cette période, des mine de sel et de mica sont découvertes près de la ville, des richesses alors précieuses. Des chercheurs d'or et d'argent sont installés dans la ville. La région de la ville servait de lieu d'exil pour les prisonniers et brigands fuyant l'autorité de Moscou. Par ailleurs, la ville a été le principal centre à partir duquel s'étendit et se renforça l'orthodoxie en Sibérie.
À la fin du XVIIe siècle, la ville est une « ville à double fortification », avec la vieille et petite forteresse (« petite ville ») et une nouvelle pour le quartier commercial. L'architecture est à colombages, comme dans le reste de la Sibérie d'alors, ce qui a aujourd'hui disparu. À cette époque, la ville devient le second centre d'artisanat et de commerce de Sibérie, seulement devancé par Tobolsk. La route de Sibérie passe au sud de la ville, voie commerciale menant de Moscou aux mines de Daourie, à l'Amour et la Chine. La ville était renommée pour ses maîtres forgerons, ses tanneurs, peintres d'icônes et orfèvres en Sibérie voire en Russie. Plus généralement, elle est l'un des dix centres commerciaux de Russie, au même titre que Nijni Novgorod, Moscou ou Kazan. On y échange des tissus, de la porcelaine et du thé de Russie, des fourrures de Touroukhansk et des tissus, miels, vins, couverts, chaussures de Tobolsk. En 1690, la population de la ville compte environ 3 000 habitants.

### AuXVIIIesiècle: prospérité

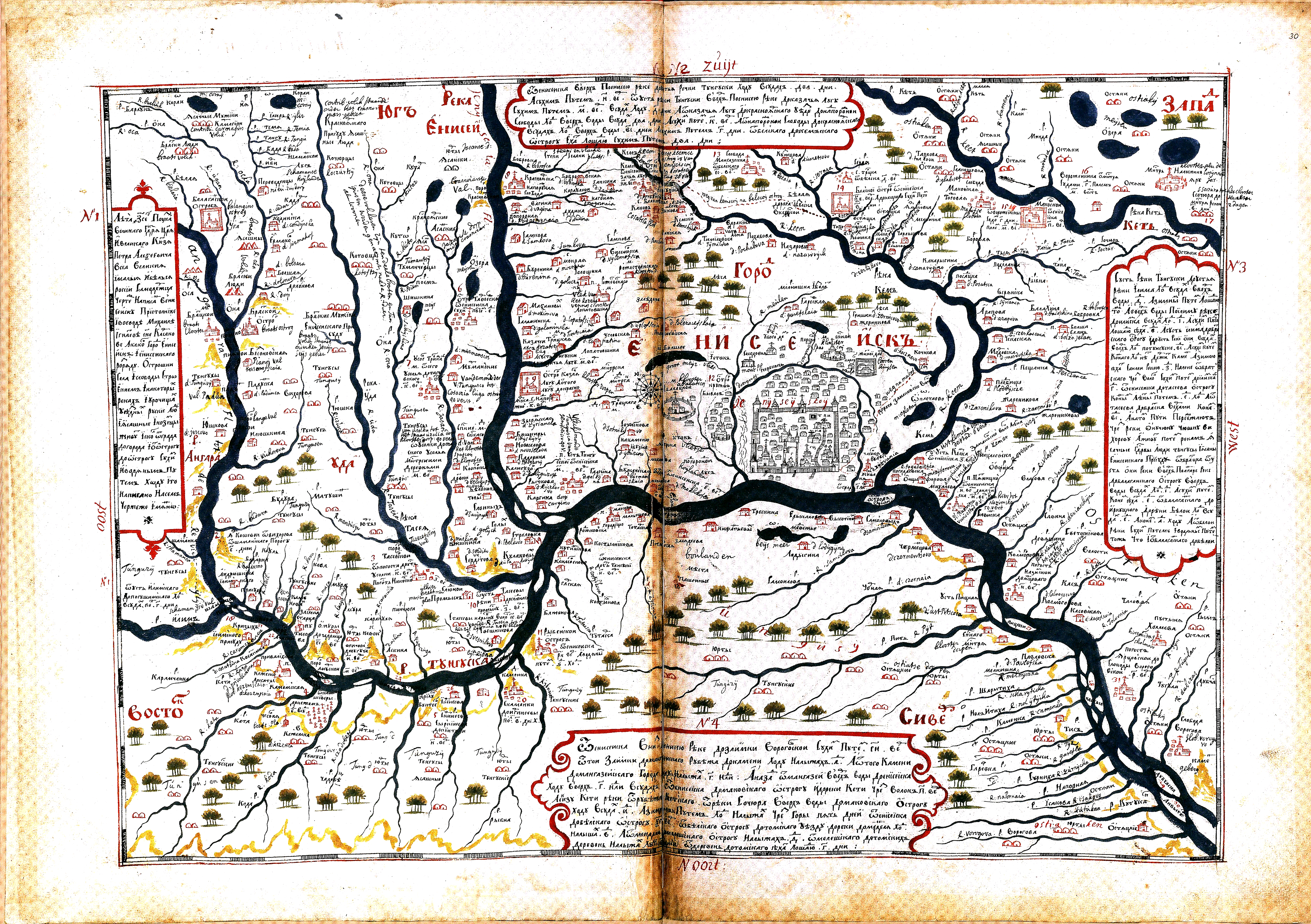
Carte de la ville d'Ienisseïsk et de ses environs à la fin du XVIIe siècle de Semion Remezov, publiée en 1701.

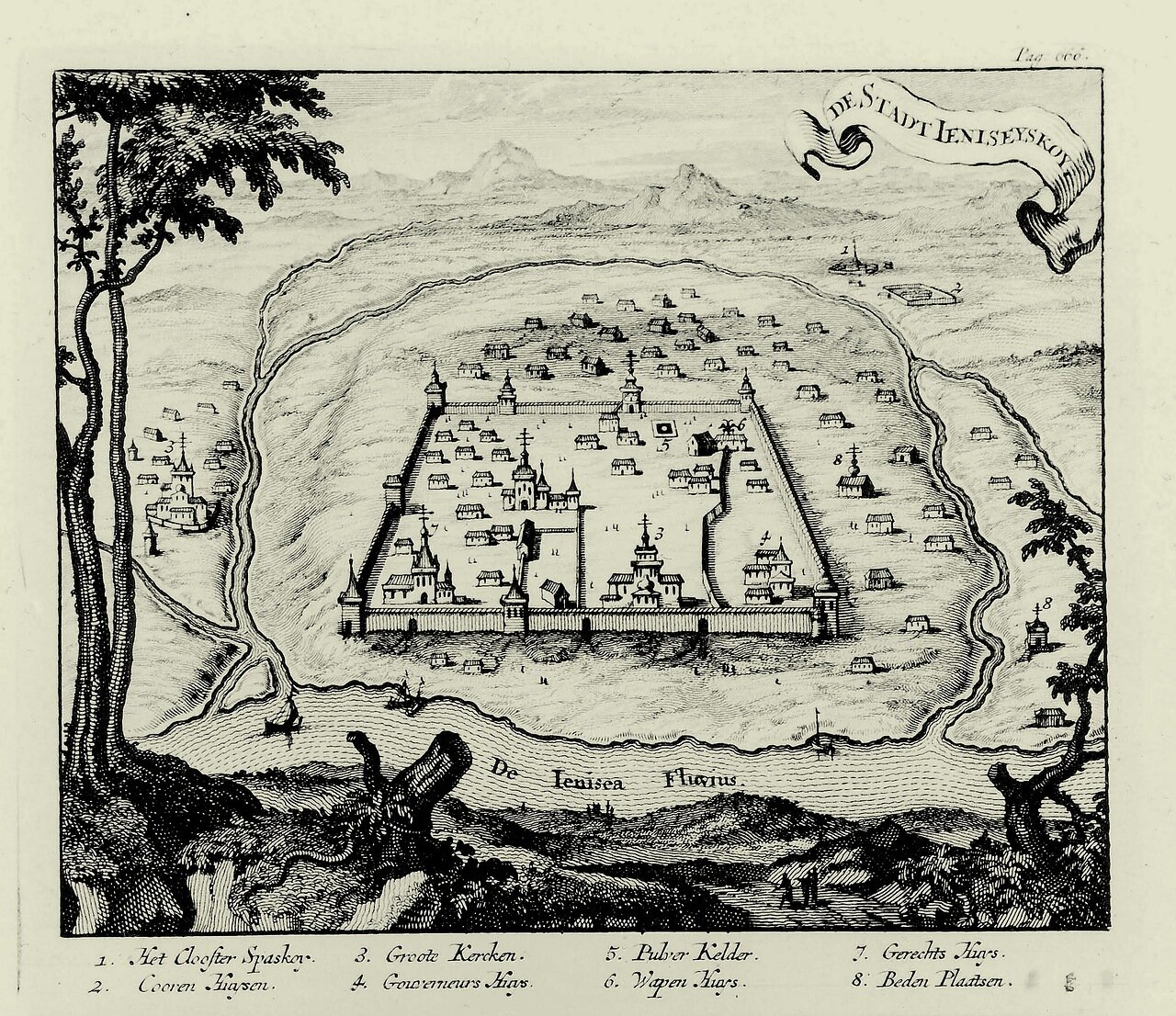
Plan de la forteresse par Nicolas Witsen, 1705.

La ville grandit, et selon Nicolaï Spathari, à la fin du XVIIe siècle, on compte 500 exploitations agricoles dans la ville. Cependant, ces fermes et la ville en général sont fortement impactés par l'incendie dévastateur de 1703. L'incendie détruit tous les bâtiments administratifs et commerciaux, toutes les églises ainsi qu'une grande partie des habitations. Mais la reconstruction a lieu rapidement : entre 1704 et 1705, les tours et murs de la forteresse sont reconstruits. En 1708, un maçon expérimenté, Fedot Tchaïka, est envoyé de Tobolsk à Ienisseïsk dans le cadre de la reconstruction de la ville. Quatre ans plus tard, il construit le premier édifice religieux en pierre de la ville, la cathédrale de l'Épiphanie, dont aujourd'hui seul le clocher subsiste. Par ailleurs en 1731, le monastère de la Transfiguration est construit, édifice existant toujours.
Le 18 décembre 1708 (29 décembre dans le calendrier grégorien), le tsar Pierre Ier le Grand publie un oukase divisant le territoire russe en huit gouvernements, il s'agit de la réforme provinciale de Pierre Ier. La ville devient une ville de comté dans le gouvernement de Sibérie, gouvernement ayant comme capitale Tobolsk. En 1719, la Russie est divisée en 50 provinces, et Ienisseïsk devient le centre de la province de Ienisseïsk.
Au début des années 1730, la ville connaît un nouvel incendie majeur, qui détruit quatre des huit tours de la « petite ville », des maisons ainsi que l'église de la Résurrection. En 1733, la reconstruction commence, et il est alors décidé d'étendre l'enceinte pour ceinturer les nouveaux quartiers. Mais en l'absence de danger ennemi, les travaux des fortifications ne sont pas achevés. La ville n'a plus d'importance militaire, les frontières du désormais Empire russe étant repoussées bien plus loin. Au cours des décennies suivantes, les structures qui avaient été construites en 1733 sont laissées à l'abandon et se délabrent. Dans la première moitié du XVIIIe siècle, une école paroissiale est ouverte au monastère de la ville, qui apprend à des enfants l'éducation religieuse, à lire et à écrire. Toutefois, cette école reste peu fréquentée, car c'est un luxe souvent considéré comme inutile, au vu des frais de scolarité s'élevant à 15 roubles. En 1743, des bâtiments en pierre non-religieux sont construits pour la première fois.
La ville constitue toujours un centre économique très important. C'est le plus grand centre métallurgique de Sibérie, avec 42 forges en 1765. Chaque année se tient la foire du Ienisseï (aussi nommé foire de l'Assomption). S'y rendent des marchands des plus grandes villes de Russie, que ce soit Moscou, Saint-Pétersbourg, Vologda ou Novgorod, ainsi que de beaucoup de pays d'Asie (Chine). À ceux-ci s'ajoutent des personnes étrangères à la Russie, et même des Britanniques. Les paysans participent beaucoup à ces foires, vendant des récoltes agricoles, du poisson (comme des esturgeons), des fourrures, récoltant ainsi des sommes importantes pour eux. En 1785 par exemple, la foire se tient du 1er (11) au 15 août (26 août). La ville est peuplée en 1763 d'environ 4 000 habitants. En 1765, la ville compte 143 marchands de la première guilde enregistrés et plus de 1 200 des guildes secondaires.

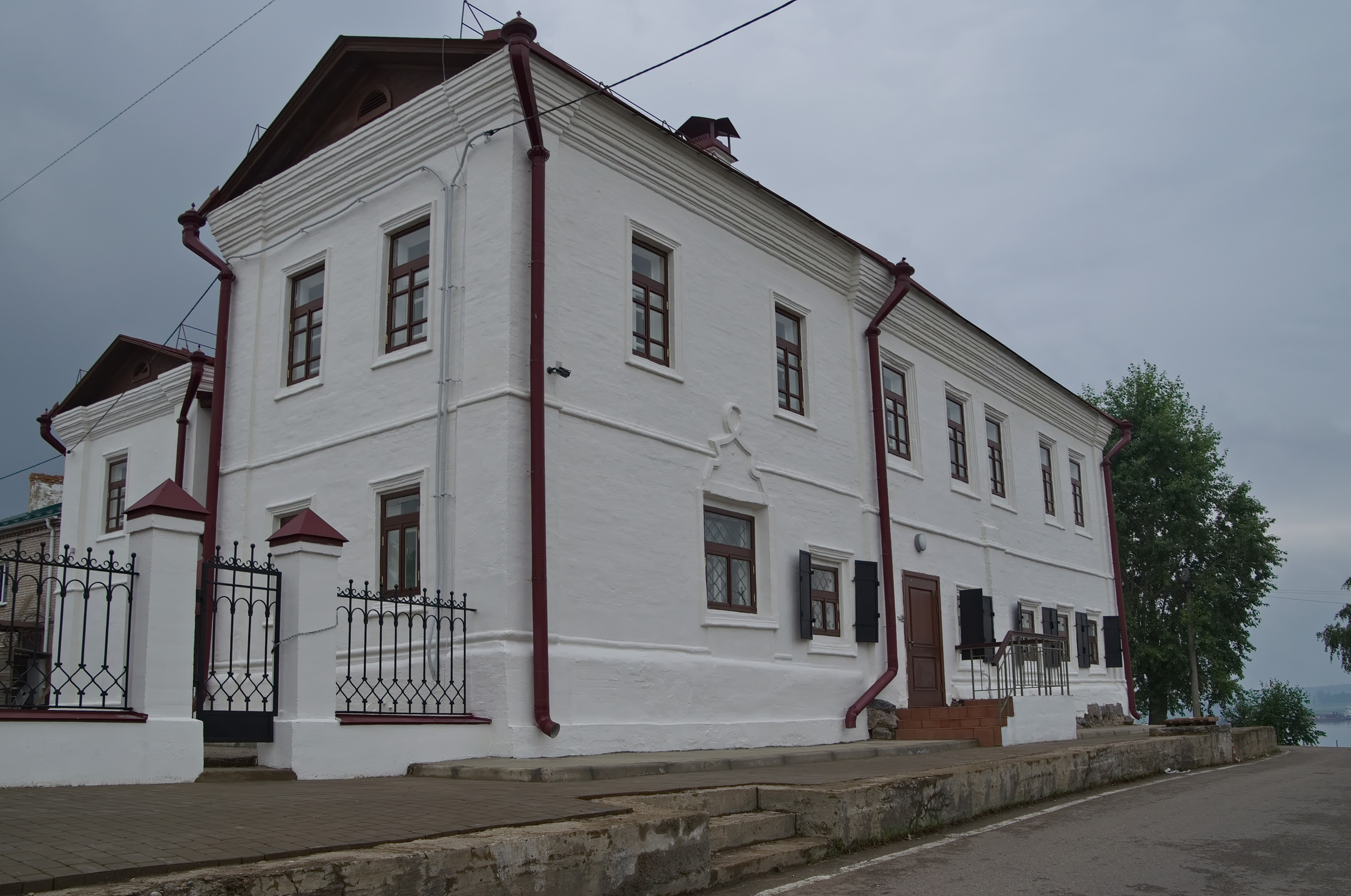
Maison Ievseïev.

À la fin des années 1760 et au début des années 1770, un plan de réaménagement de la ville est étudié. Même si le gouvernement central n'approuve pas le projet, un évènement va permettre sa réalisation  : le grand incendie de 1778, qui brûle une grande partie de la ville. Dans la catastrophe, les restes délabrés des fortifications sont perdus, et le projet ne prévoit pas leur reconstruction. Les travaux débutent, et les rues sont construites selon un plan quadrillé. Avant l'incendie, l'idée de reconstruire en pierre les galeries marchandes avait été évoquée, et la construction avait commencé avant l'incendie. Après l'évènement, les travaux sont totalement réalisés. En parallèle, les premiers bâtiments civils en pierre sont construits, dont la maison du voïvode et la maison du marchand Ievseïev. Avant la fin de ce siècle, deux écoles apparaissent dans la ville reconstruite, une au monastère de la Transfiguration et une au monastère des femmes.

### Ralentissement auXIXeet débutXXesiècle

#### Début duXIXesiècle

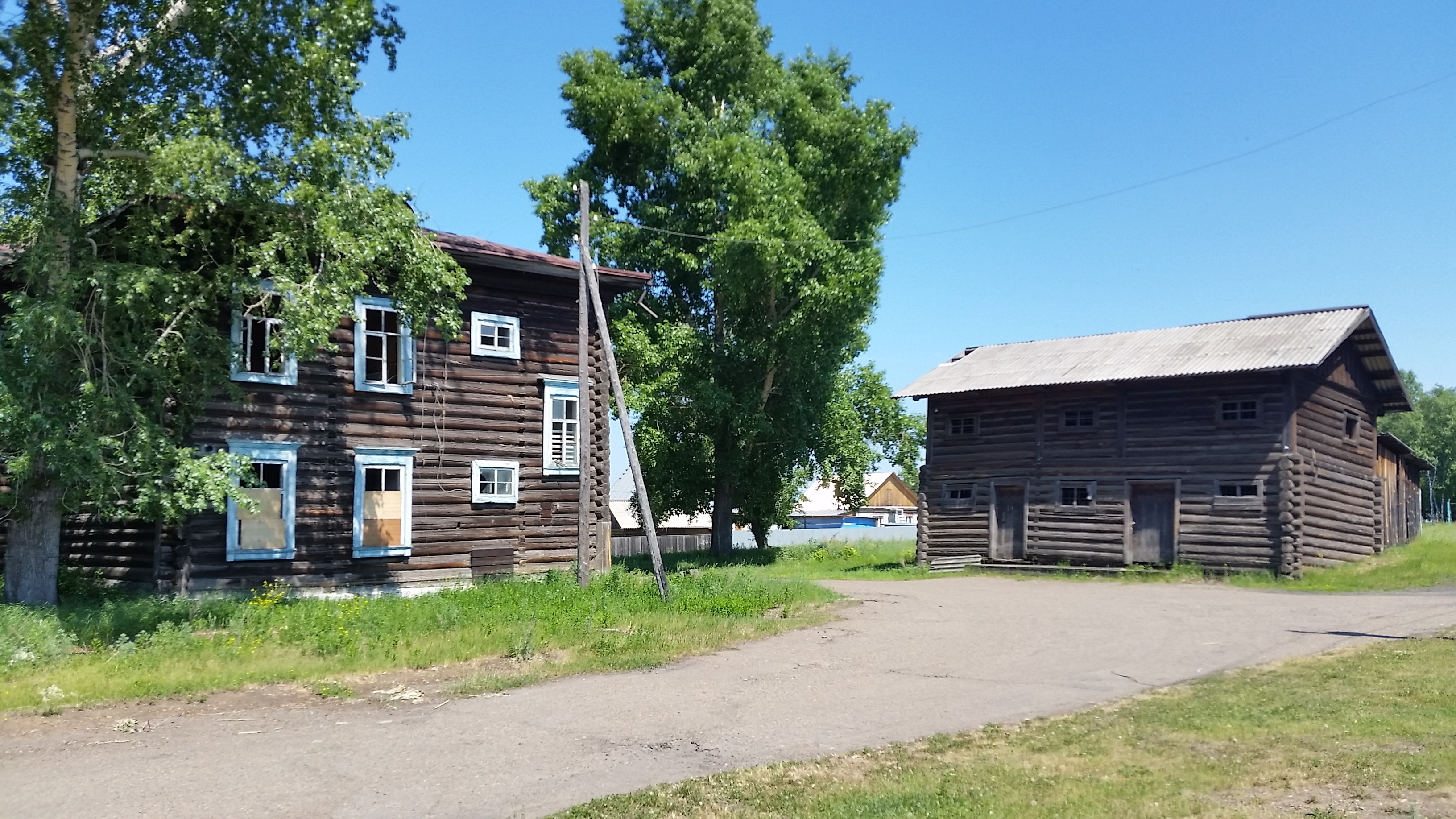
Bâtiments de l'hôpital du XXe siècle, aujourd'hui classés.

Au début du XIXe siècle, la ville perd de son importance commerciale et économique, à cause d'un ralentissement économique. Au début du siècle, les grands travaux d'aménagements sont presque terminés, et les églises sont rénovées et achevées. En 1822, une nouvelle église voit le jour dans le monastère du Sauveur. La population de la ville dépasse 5 000 habitants. Mais au tout début du siècle, la ville est considérée comme l'une des meilleures villes régionales, non seulement de Sibérie, mais aussi de Russie. On comptait dans la ville huit églises, deux monastères, 1 040 maisons en bois, quatorze maisons en pierre ainsi qu'une place du marché au centre, comprenant 114 magasins. La ville, qui en 1797 accueille son premier médecin, voit un hôpital ouvrir en 1806, hôpital qui devient public en 1820. Pendant la première partie du siècle, c'est la plus grande ville du gouvernement du Ienisseï, devant Krasnoïarsk.

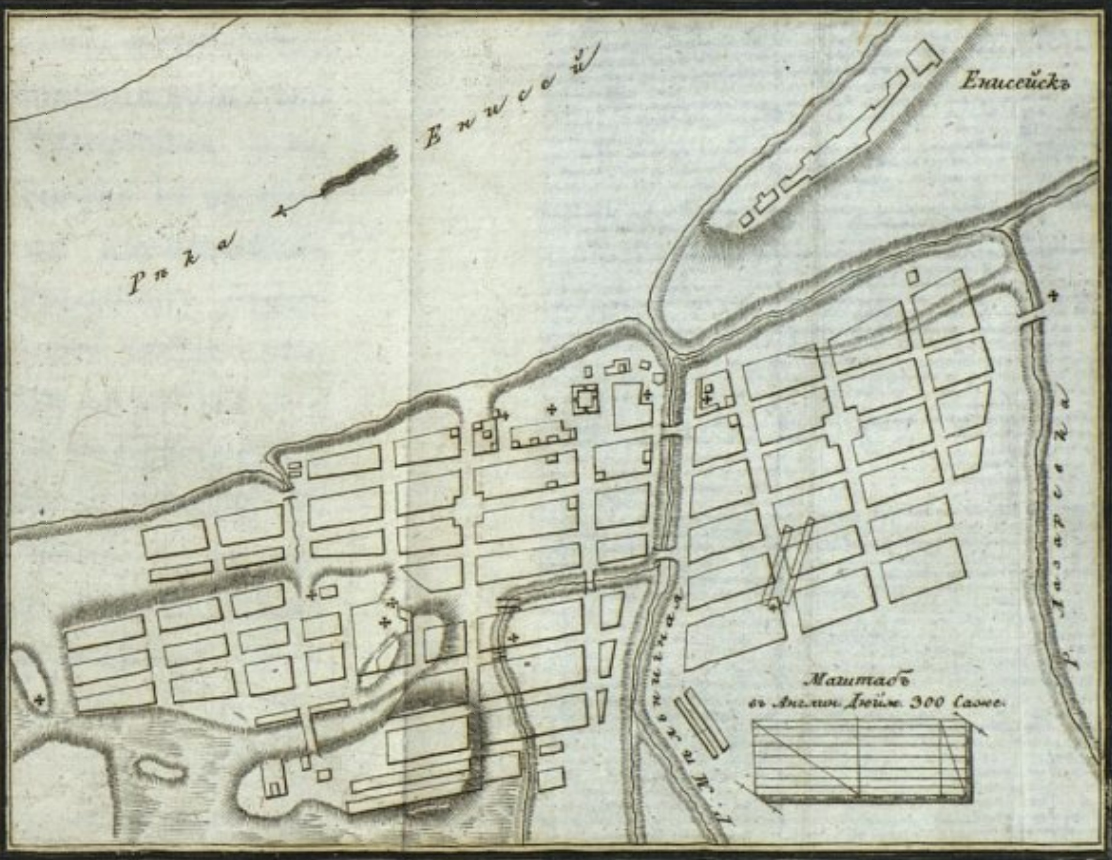
Plan de 1831 de la ville de Ienisseïsk.

Pendant le premier tiers du siècle, l'on assiste à la construction d'une école régionale en 1824. Le couvent de la Nativité du Christ est agrandi au début des années 1830 par une maison du prieur en pierre. Une maison pour les sœurs est aussi construite en pierre. Au milieu du siècle, le théâtre est construit ainsi que l'assemblée de la noblesse chargée désormais de diriger la ville. Au début du XIXe siècle, de l'or est découvert en Sibérie, notamment dans la taïga du Ienisseï. Commence alors la ruée vers l'or en Sibérie, qui entame une nouvelle page de l'histoire de la ville. À partir de 1835, les exploitations privées de l'or sont autorisées. Ainsi dans l'ouïezd de Ienisseïsk et dans la ville même, les chercheurs d'or apparaissent en masse, soit des milliers de personnes venant de toute la Russie. Rien qu'en 1847, la taïga du Ienisseï compte pour près de 90 % de tout l'or extrait en Russie. La ville devient un temps le centre de l'industrie minière aurifère. Cet essor provisoire permet l'enrichissement de la population, qui se traduit par la construction des maisons. Il y a en 1861 1 046 maisons en bois, presque le même chiffre qu'au début du siècle, mais désormais aussi 153 maisons en pierre. Celles-ci appartiennent principalement aux marchands, qui construisent dans le centre-ville. De plus, des bains publics, des écuries ou encore des granges sont construits à Ienisseïsk. À ce moment-là, le style architectural est surtout le néoclassicisme russe.

#### Seconde moitié duXIXesiècle
La seconde moitié du XIXe siècle est difficile pour la ville ; en raison de la mondialisation et la création de nouvelles routes commerciales, ce qui était autrefois un centre commercial important n'en est plus un. Les routes vers la Chine passent désormais par l'océan Indien ou en Sibérie par des villes plus au sud comme Krasnoïarsk. La population de Krasnoïarsk devance dès la moitié du siècle celle de Ienisseïsk, avec 6 400 habitants pour Krasnoïarsk en 1856 contre 5 100 habitants en 1856 pour Ienisseïsk. Cependant, la ville profite légèrement d'un nouveau moyen de communication, le bateau à vapeur, dont le premier a été construit à Ienisseïsk par un paysan. Ce bateau fit son voyage inaugural en 1863, de Ienisseïsk jusqu'à l'embouchure de la rivière Kem avant de revenir dans la ville. La ville possède une industrie faible à ce moment-là, même s'il faut noter deux fabriques de savons en 1861, seize usines de briques et une de cuir. En 1864, la première bibliothèque est ouverte dans la ville. La bibliothèque était petite (environ 400 ouvrages), mais quelques années plus tard, son fondateur, Skorniakov, déménage à Krasnoïarsk, emportant la collection avec lui. Il avait proposé de la vendre à la douma de la ville par deux fois, mais la douma rejeta par manque de fonds.

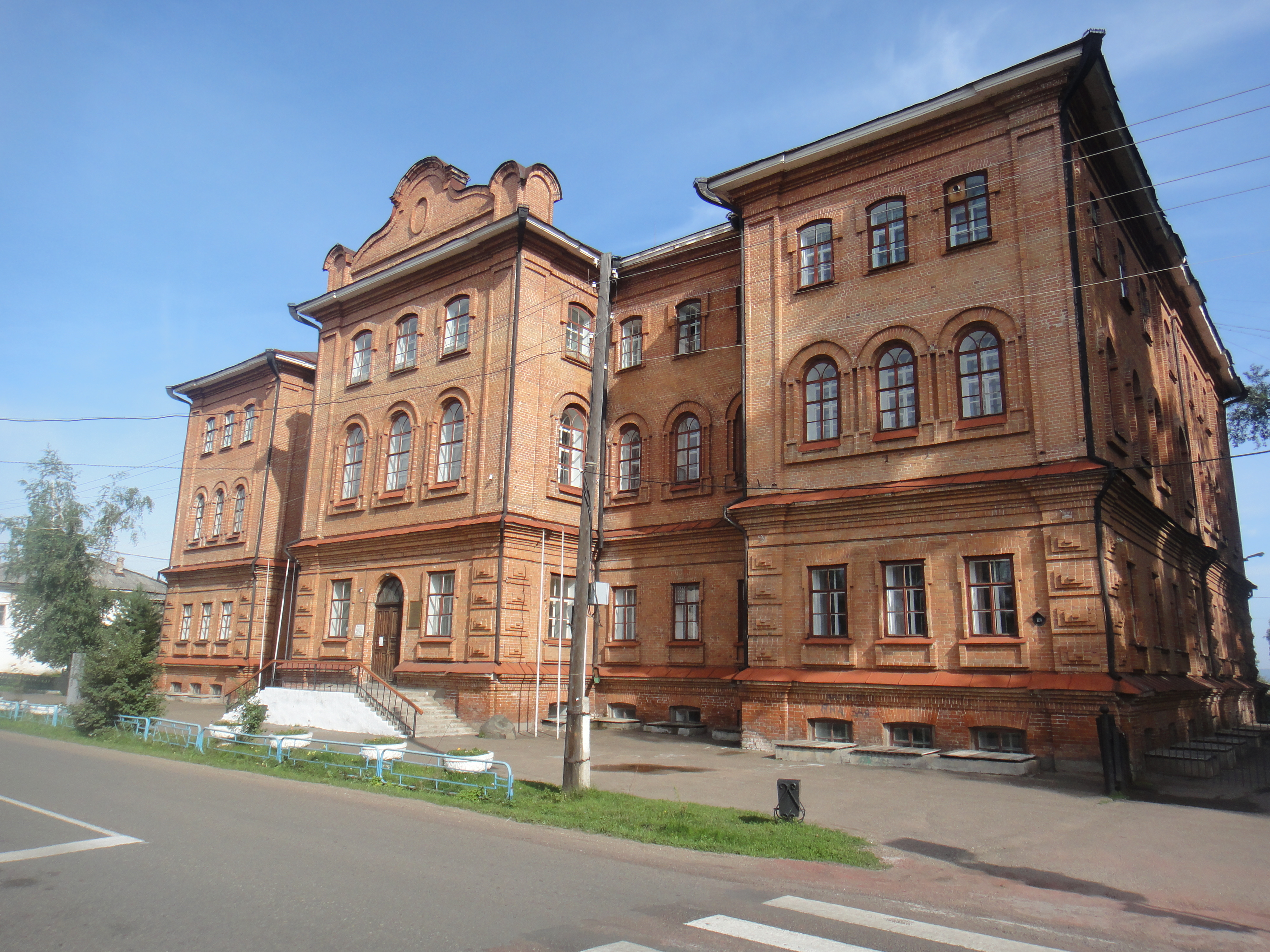
Gymnasium de la ville en 2014.

En 1869, la ville souffre d'un nouvel incendie, le plus important de toute son histoire. Entre le 3 juillet 1869 (15 juillet dans le calendrier grégorien) et octobre, soit environ trois mois, l'incendie détruit presque l'entièreté de la ville. Parmi les bâtiments détruits, on compte le théâtre, le couvent de la Nativité du Christ, l'église de la Trinité, une partie de la cathédrale de l'Épiphanie, l'église de la Résurrection, l'église de la Transfiguration. Parmi les rares bâtiments sauvés des flammes, il y a deux églises du monastère et l'église de l'Assomption. L'incendie affecte durement l'économie, mais les reconstructions s'enchaînent, car la ville reste importante au niveau régional. Presque toutes les églises sont ainsi reconstruites. De nouveaux bâtiments sont ajoutés, comme un gymnase qui est construit entre 1877 et 1886, conçu par le célèbre architecture russe Nicolas Benois, ainsi qu'un bâtiment de l'école des filles. L'architecture néo-russe s'installe dans la ville. Une synagogue est construite entre 1887 et 1888, puis une mosquée de 1902 à 1905, les deux en pierre.
La seconde partie du XIXe siècle est marquée par l'ouverture de nouveaux services, comme une pharmacie en 1873, le télégraphe en 1874 avec une ligne depuis Krasnoïarsk et une imprimerie en 1881. Par ailleurs, dès 1871, une station météorologique est ouverte dans la ville par Maximilien Marks, ethnographe et météorologue russe. Il étudia dans la région l'Ienisseï et ses affluents, ainsi que l'état des mines d'or de la région. En 1883, le musée des traditions locales est ouvert. Une nouvelle bibliothèque est ouverte le 1er octobre 1884 (13 octobre dans le calendrier grégorien). L'éclairage public, avec de l'électricité générée au kérosène fait son apparition en 1886, ce qui en fait l'une des premières villes de Russie à l'avoir. En 1890, la ville est dotée d'un service de pompiers, et en 1896 les premiers téléphones apparaissent à Ienisseïsk. Un centre culturel est ouvert en 1898.
La construction du chemin de fer Transsibérien entre 1891 et 1916, qui était voulu par le gouvernement impérial russe pour développer l’économie de la Sibérie, éloigne définitivement la ville des axes de transports. Au lieu de passer par Ienisseïsk, c'est Krasnoïarsk, qui est préférée pour être la ville étape, étant donné qu'elle ne nécessite presque aucun détour pour la rejoindre entre Novossibirsk et Irkoutsk contrairement à Ienisseïsk,. La ville est désormais reléguée à l'arrière-pays lointain,.
À l'été 1913, Fridtjof Nansen, explorateur polaire, scientifique, homme d'État et diplomate norvégien, fait escale dans la ville, dans le cadre d'une délégation chargée d'enquêter sur une possible route de commerce entre l'Europe occidentale et l'intérieur de la Sibérie. Nansen a pris un bateau à vapeur depuis la mer de Kara pour remonter le fleuve Ienisseï, s'arrêtant dans la ville. Il continue ensuite par l'eau jusqu'à Krasnoïarsk et voyage sur le Transsibérien jusqu'à Vladivostok avant de rentrer dans son pays. En arrivant vers la ville, il note dans son carnet de bord : « Vers une heure de l'après-midi, nous avons commencé à distinguer des clochers et, à mesure que nous approchions, des dômes verts et dorés et des murs blancs des églises ont commencé à se développer au-delà du fleuve… »

Photos de Ienisseïsk du voyage en Sibérie de Fridtjof Nansen
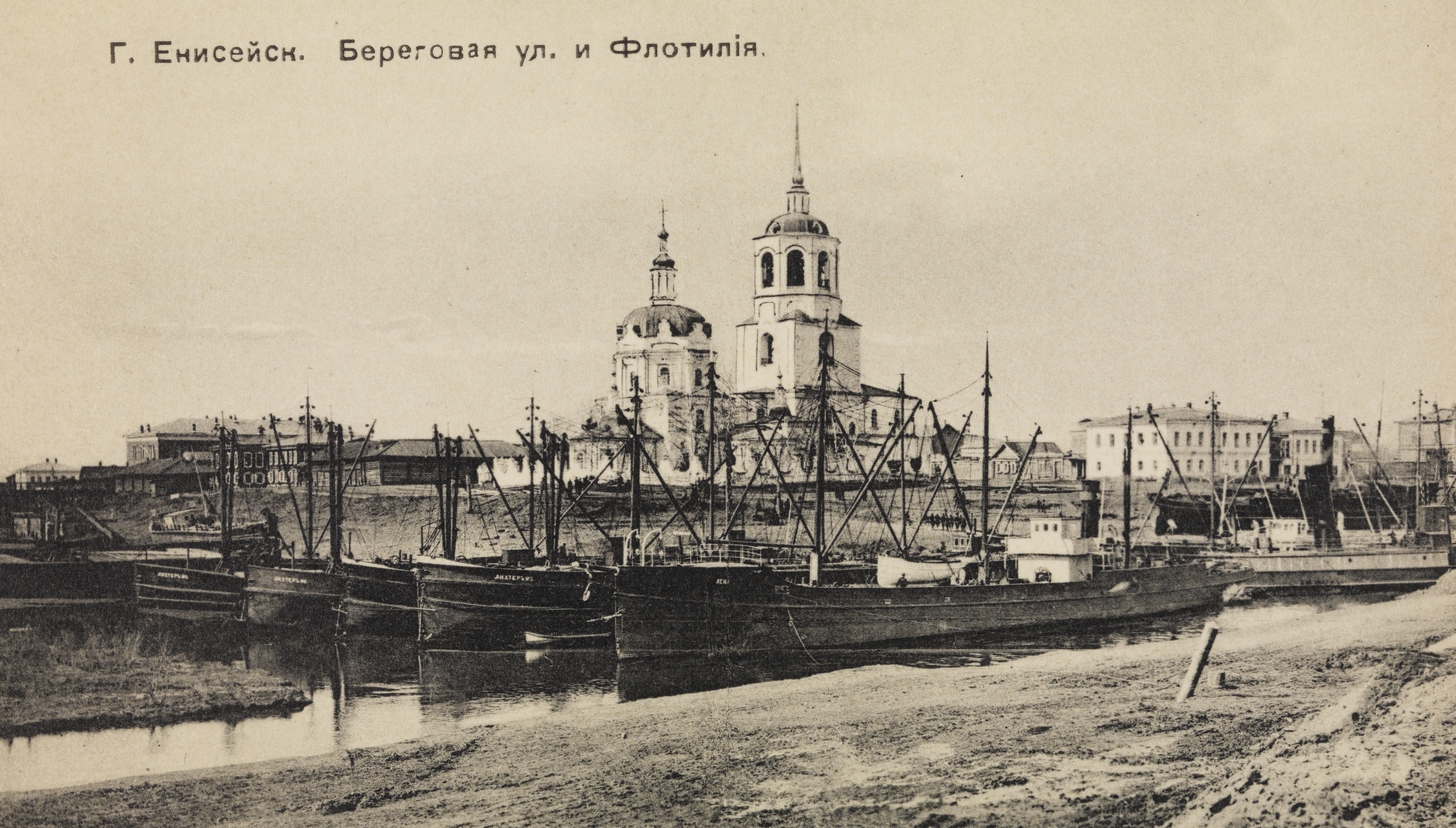
Navires de la flotte fluviale dans le port de Ienisseïsk. Au fond la cathédrale de l'Épiphanie (1913).
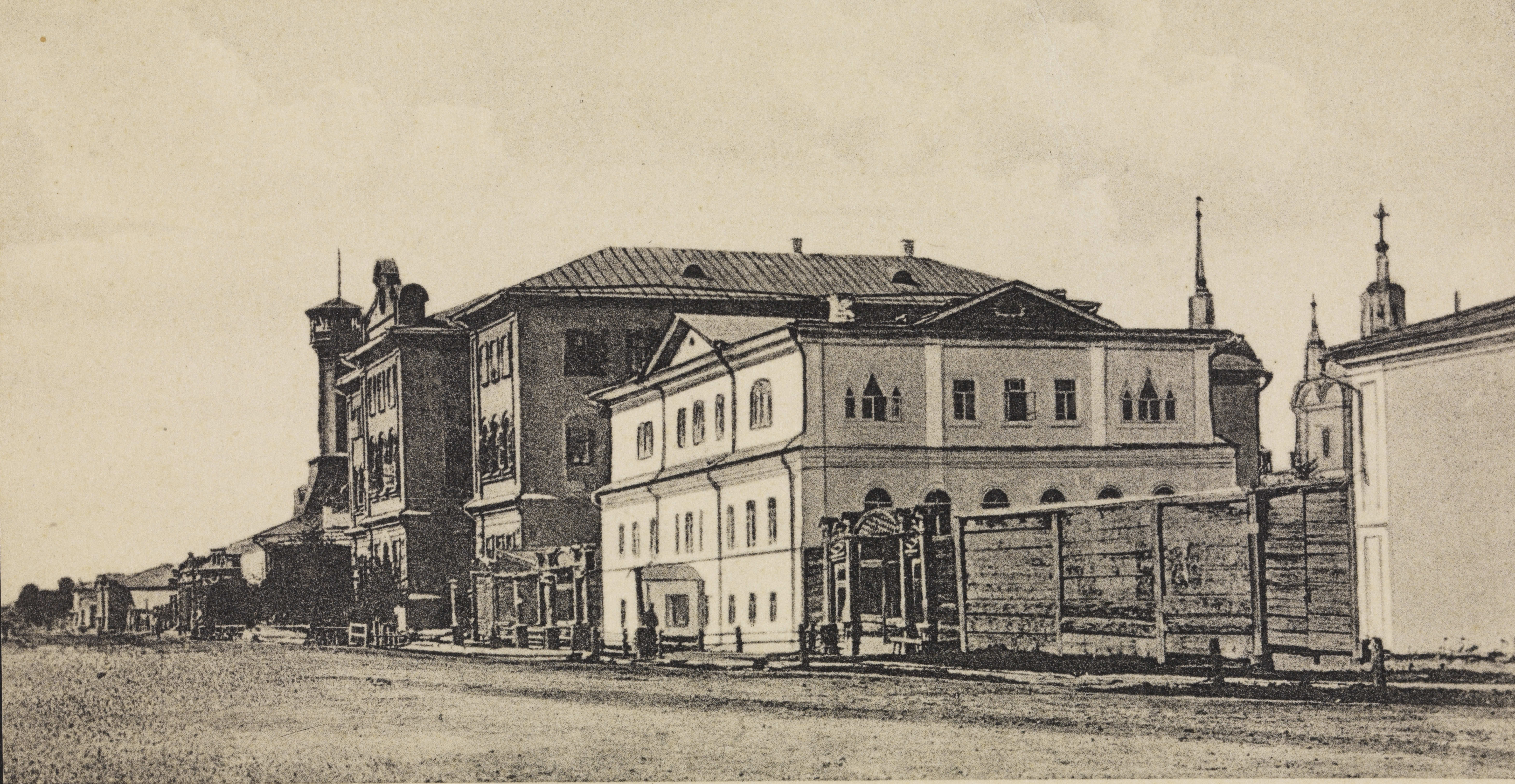
Vue d'une rue avec trois bâtiments. Depuis le belvédère de gauche et la tour des pompiers (fond), l'école secondaire pour hommes (centre) et la Douma (vers devant) (1913).
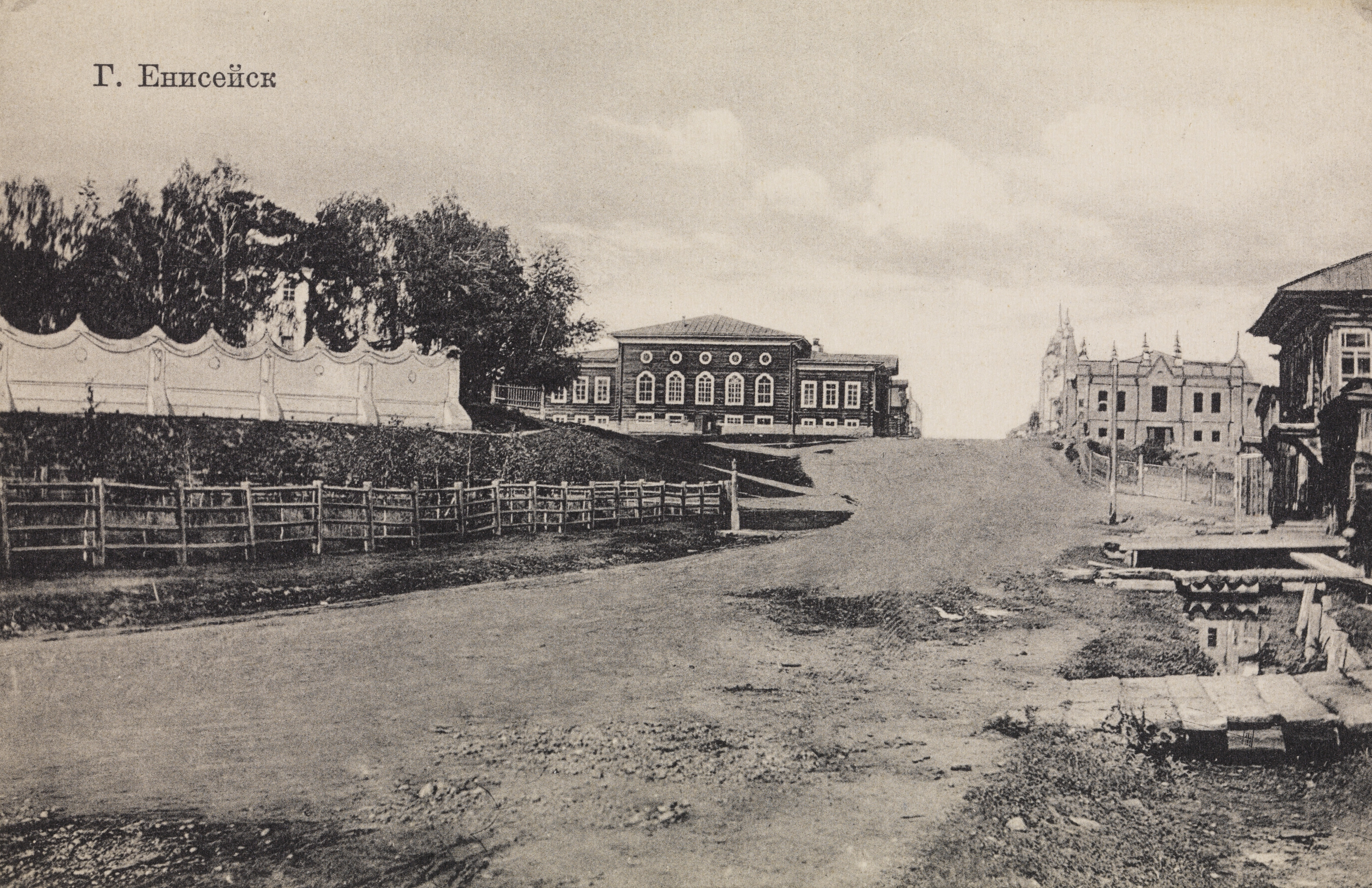
Chemin de terre à la périphérie de la ville (1913).

### Guerre civile russe

#### Situation en 1917 et 1918
En mars 1917, l'Empire russe voit la révolution de février, qui mène au pouvoir le gouvernement provisoire après l'abdication de l'empereur Nicolas II. Mais Ienisseïsk reste bien à l'écart de ces évènements qui se passent en Russie européenne. En novembre, la révolution d'Octobre, aboutissant à la prise au pouvoir des bolcheviks, est elle aussi bien loin pour la ville. Cependant, le pays s'enfonce rapidement dans la guerre civile russe, opposant les armées blanches aux bolcheviks et l'Armée rouge.
En Sibérie, le gouvernement provisoire de la Sibérie autonome, allié des armées blanches, prend le pouvoir à l'été 1918 à Omsk, sous la direction de l'amiral Alexandre Koltchak. Il est remplacé par le gouvernement provisoire panrusse en septembre puis par le gouvernement d'Omsk en novembre, toujours avec l'amiral à sa tête. La ville de Ienisseïsk est alors contrôlée par les armées blanches de l'Amiral. Dès l'été 1918, les gardes rouges de la ville sont emprisonnés par les armées blanches dans la prison de Ienisseïsk.

#### Soulèvement de Ienisseïsk-Maklakovo

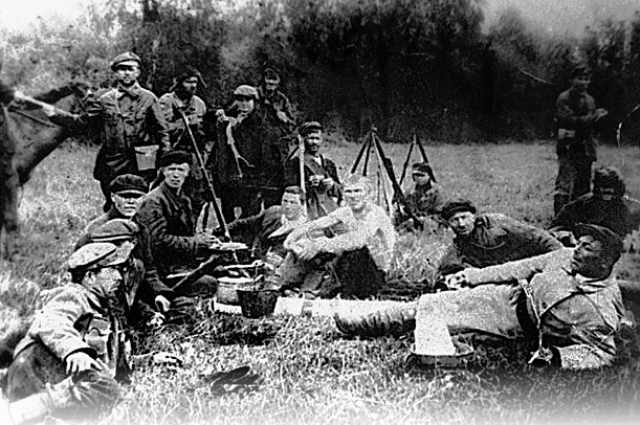
Photographie de participants du soulèvement de Ienisseïsk-Maklakovo en février 1919, avec Philippe Babkine au centre.

Cependant, la contestation des armées blanches émerge à Ienisseïsk et dans la ville voisine de Maklakovo (aujourd'hui Lessossibirsk), entraînant en février 1919 l'insurrection de Ienisseïsk-Maklokovo. L'insurrection éclate les 5 et 6 février 1919 dans la ville de Ienisseïsk, avec le soutien des habitants de Verkhnepachino. L'insurrection est menée par un détachement de gardes rouges volontaires sous le commandement de Philippe Babkine. Le détachement compte environ 300 hommes, et s'est avancé vers les unités blanches fidèles à Koltchak, ces dernières étant composées de 700 personnes. Le 8 février suivant, le détachement de Babkine atteint Karguino, où il vainc les unités blanches.

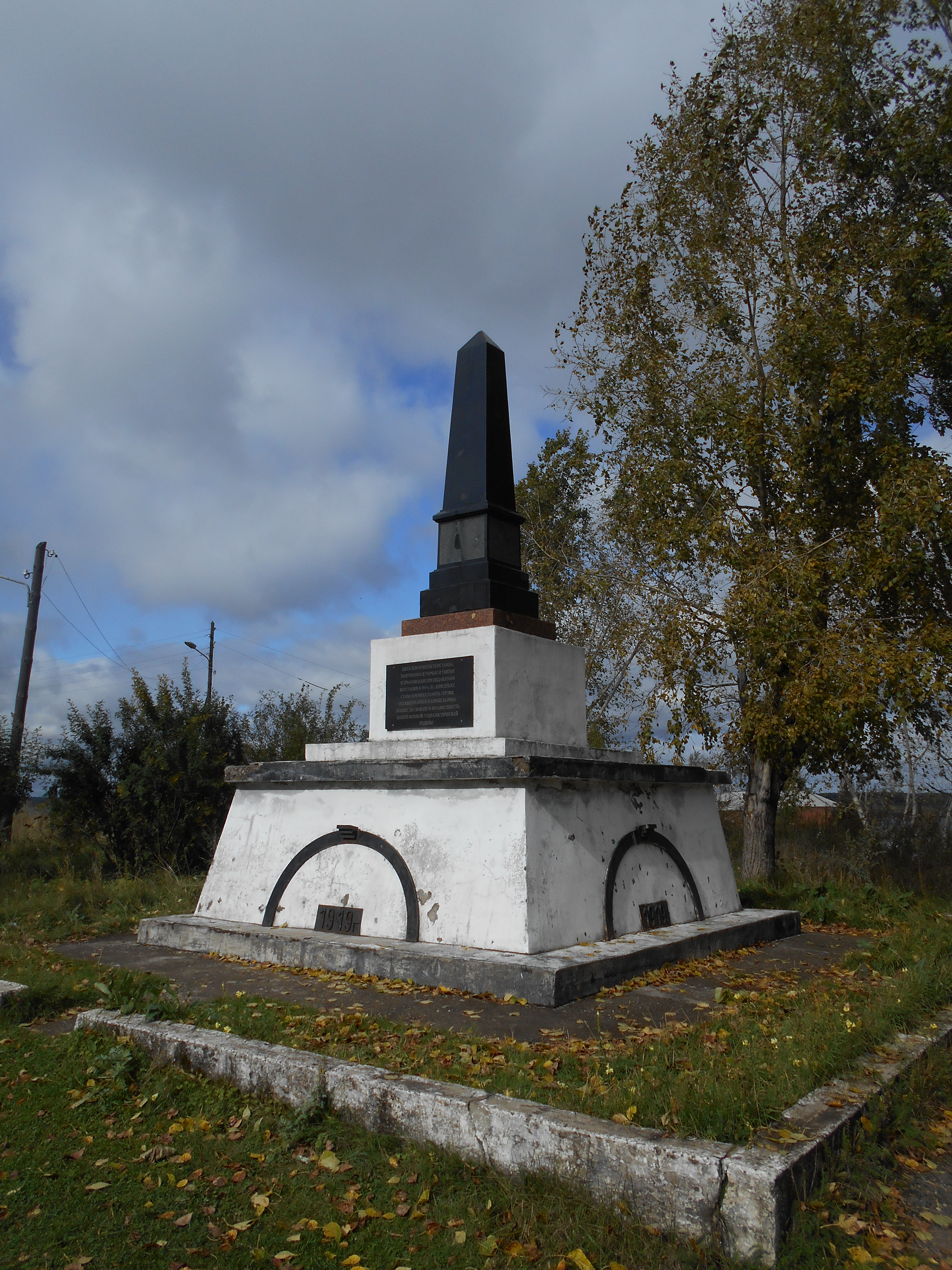
Fosse commune de 242 participants au soulèvement Ienisseïsk-Maklakovo, torturés et fusillés par les troupes de Koltchak en février 1919.

Mais le 11 février, en raison de l'arrivée de renforts blancs, les gardes rouges se replient sur Makalkovo. Sur la rive droite de la rivière Maklakovka, des tranchées en neige sont construites avec des meurtrières en briques. Le 17 février, sur la rive, une bataille de 5 heures a lieu, engendrant des pertes importantes des deux côtés. Mais les gardes rouges maintiennent le front, empêchant les armées blanches d'atteindre Ienisseïsk. Comme les armées blanches ne peuvent atteindre Ienisseïsk par Maklakovo (en longeant l'Ienisseï), ils décident d'outrepasser Maklakovo en s'enfonçant dans la taïga puis en rejoignant la route d'Atchinsk. Le 20 février, alors qu'il est devenu évident que Ienisseïsk ne tiendrait pas et que la ville sera reprise, une partie des rebelles décide de se retirer dans les mines du nord. Un autre groupe dirigé par Babkine prend la direction de Taseïevo. Les paysans du village de Verkhnepachino se rassemblent pour construire des tranchées à l'extérieur du village. À un kilomètre du village, aux abords de la route du Ienisseï, dans une forêt d'épicéas, les armées blanches prennent position afin de tenter des embuscades.
Dans la nuit du 27 février 1919 (date incertaine, peut-être le 2 mars), les troupes de Koltchak lancent un assaut contre Ienisseïsk, et la ville est reprise le lendemain. En parallèle à Verkhnepachino, aussi repris depuis le 22 février, des participants au soulèvement sont capturés et fusillés. Les armées blanches ne partent qu'entre le 7 et le 10 mars, et ce n'est qu'après le départ que l'enterrement des rebelles dans une fosse commune a lieu.

#### Reddition de la ville
À la fin 1919, les troupes de Koltchak subissent de nombreuses défaites par les Armées rouges, les poussant à se replier toujours plus à l'est. L'offensive partisane dans le gouvernement du Ienisseï commence en novembre 1919, et le conseil militaire du front nord de Kansk envoya le 3e régiment sous le commandement de Filip Babkine à Ienisseïsk. Rapidement, le détachement occupe Kargunio, coupant le chemin à la garnison de Ienisseïsk en route vers Krasnoïarsk qui est composée de 800 soldats. Le commandement de la garde blanche de Ienisseïsk, influencé par les dirigeants locaux des zemtsvo, entame des négociations avec les partisans.
Alors que les négociations de reddition sont en cours, le bras droit de Babkine, Stepan Nakladov, entame un siège de Ienisseïsk et mène des incursions dans la ville. En décembre, un accord de reddition sans aucune effusion de sang est signé à Karguino, et la ville est occupée par les partisans. Nakladov demande qu'on lui donne la ville afin de lutter contre les contre-révolutionnaires, mais Babkine refuse. L'accord de reddition stipulait que les personnes arrêtées devaient être libérées, dont les contre-révolutionnaires, mais elles sont au contraire détenues pendant une semaine. Sous le commandement de Nakladov, les prisonniers sont mis sur un traîneau, théoriquement pour être emmenés à Krasnoïarsk. Cependant à l'extérieur de Maklakovo, sur le mont Bourmakina, ils sont dépouillés de leurs vêtements et de leurs chaussures. Ils sont forcés de courir dans la neige tandis que les gardes rouges leur tirent dessus. Les corps sont ensuite jetés dans l'Ienisseï.

### Période soviétique

#### Des années 1920 aux années 1940
En termes de culture, les années 1920 et 1930 voient dès le 27 mai 1921, la bibliothèque centrale de la ville, ouverte en 1884, transférée dans un nouveau bâtiment, et en juin, une bibliothèque pour enfants est ouverte. Deux ans après, une association pour lutter contre l'analphabétisme est créée, et le 5 janvier 1931, le premier numéro du journal « Pour le rythme bolchevique » est publié, renommé peu après la « Ienisseïskaïa Pravda ». Toujours en 1931, le Collège pédagogique des peuples du Nord, un établissement d'enseignement supérieur, est créé. En août 1935, une succursale des archives régionales est créée, et un cinéma est inauguré. Le service municipal de l'instruction publique est mis en place en 1938.
Les années 1920 et 1930 sont marquées par un début d'industrialisation. En 1926, un artel et un moulin à huile sont mis en service. L'année suivante, un chantier naval est construit, et demeure pendant longtemps la plus importante industrie de la ville. Dès l'hiver 1927-1928, cinq barges sont construites. Une scierie apparaît en 1929, des ateliers mécaniques en 1934, une nouvelle scierie en 1936. Une usine de valenki ouvre ses portes en 1938.
Les politiques soviétiques des années 1930, envers l'église et les propriétaires agricoles, s'immiscent aussi à Ienisseïsk. Les églises Abalakovskaïa et de la Transfiguration sont fermées, tandis que l'église de la Nativité est partiellement démantelée. Dès mars 1930, la collectivisation prend place dans la ville et ses alentours. Cependant, la politique envers la religion s'arrête assez vite, le comité exécutif du Conseil municipal décidant en 1940 de restaurer les monuments historiques et révolutionnaires, en instaurant de plus des plaques de protection et créant des monuments sur les fosses communes de la guerre civile russe.
Concernant les communications, un avion atterrit pour la première fois depuis Krasnoïarsk en mars 1926. En 1934, un escadron d'aviation légère de 30 avions de l'armée est créé à Ienisseïsk, et la même année, une compagnie aérienne est créée pour desservir la ville et ses environs. Toujours en 1934, le téléphone apparaît lors de la mise en service de lignes téléphoniques vers les villages voisins. En 1938, une base aérienne est construite, et la même année, les premiers transports en commun sont créés.
En 1937, la ville subit une crue du Ienisseï du 13 au 26 mai, qui inonde la ville jusqu'à 4,25 m au-dessus du niveau du sol. Presque toute la ville est inondée, malgré les moyens de préparation des autorités.
Pendant la Seconde Guerre mondiale, plusieurs milliers d'habitants sont envoyés au front, et 800 d'entre eux reçoivent des ordres et des médailles. Cinq d'entre eux sont honorés par le titre de héros de l'Union soviétique.
Durant la décennie 1940, une nouvelle école, professionnelle, ouvre en 1942, et une seconde en 1946. Pour les transports, la route Ienisseïsk Maklakovo est ouverte à tous les véhicules, puis jusqu'à Krasnoïarsk l'année suivante.

#### Des années 1950 aux années 1980
L'économie se développe pendant ces années, grâce à une usine mécanique en 1953 et à l'installation d'une unité militaire en 1957. Concernant les services, la police est instituée dans la ville en 1952, puis une crèche en 1955. La ville voit l'apparition d'une école de sport et de musique en 1957, tandis que le département tatar du Collège pédagogique ferme ses portes l'année suivante. Une gare routière apparaît en 1959, un nouveau bâtiment pour l'école no 1 en 1960, puis un monument à Lénine en 1961 en l'honneur du XXIIe Congrès du PCUS. En 1962, la ville est classée comme ville d'importance régionale, et se dote de département de l'enseignement, de l'architecture et de la culture. En 1966, une salle de théâtre est ouverte, ainsi qu'un studio de radio. L'année suivante, un département artistique et graphique est créé à Ienisseïsk pour enseigner les arts et beaux-arts.

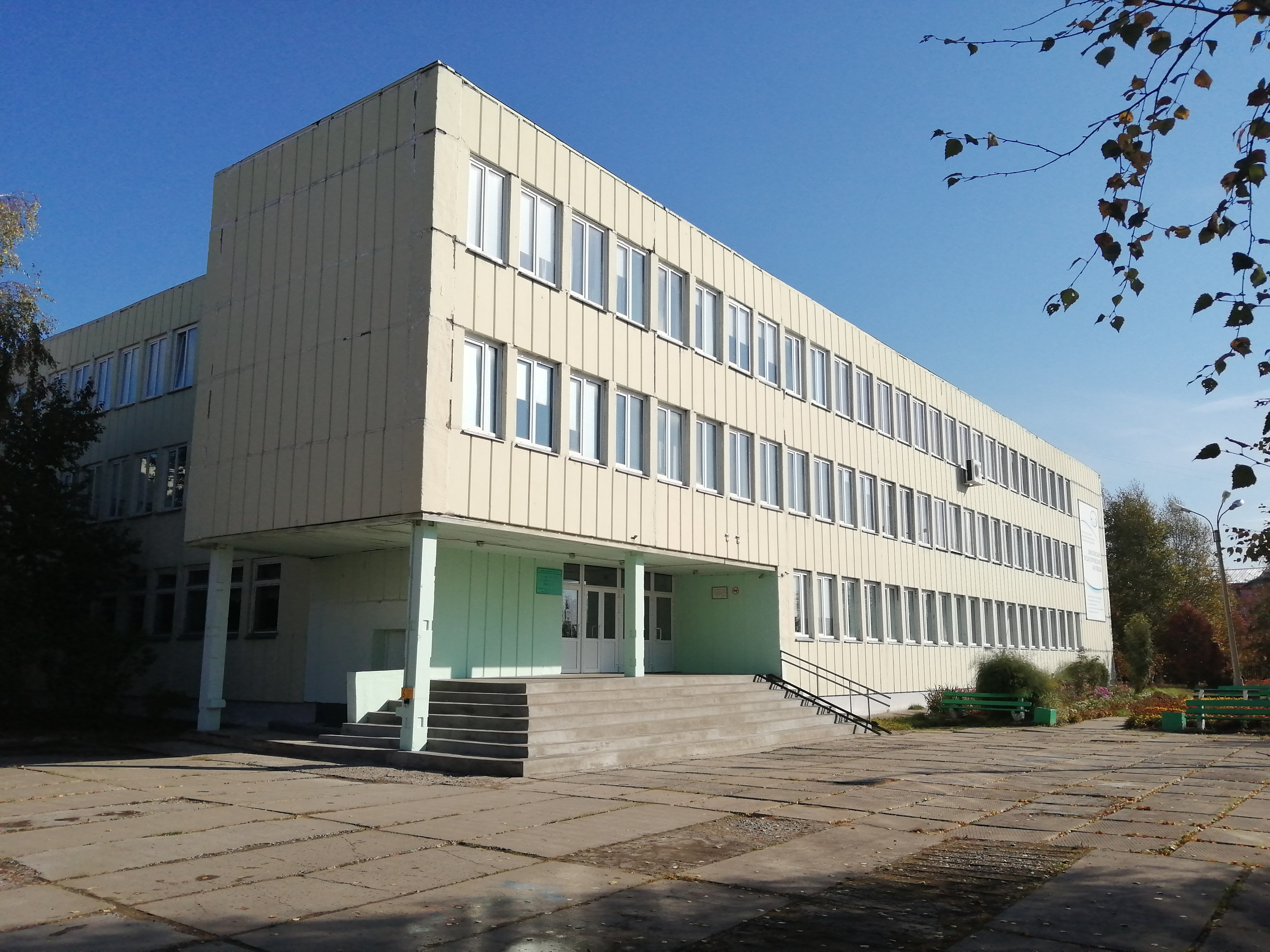
Nouveau collège pédagogique de Ienisseïsk.

L'année 1970 est marquée par plusieurs évènements importants pour la ville. D'une part, la ville est classée sur la liste des 116 villes-monuments de Russie (devenu en 2010 villes historiques de Russie). Ensuite, la brasserie de la ville est agrandie, tout comme l'usine laitière, et enfin la phase de travaux de protection des berges commence. En 1977, la ville perd son Collège pédagogique, transféré à Lessossibirsk le temps de travaux. La même année, un nouveau quartier apparaît dans le sud de la ville. Deux ans plus tard, la flotte de bus du réseau de transport en commun est entièrement renouvelée, et une usine d'asphalte et de béton apparaît entre Ienisseïsk et Ozernaïa. Une nouvelle école secondaire est créée, ainsi qu'un hôpital pour enfants de 60 lits. En 1980, les écoles no 2 (pour 624 places) et no 7 (pour 200 places) sont construites, et deux ans plus tard, c'est au tour d'un jardin d'enfants de 140 places. En 1982, un hôtel est aussi ouvert, et l'année suivante, le musée local fête son 100e anniversaire. Le Collège pédagogique de la ville se réinstalle dans la ville en 1983, nanti d'un nouveau bâtiment. En 1988, l'hôpital de la ville est agrandi.
La ville connaît deux catastrophes aériennes pendant cette période, tuant en tout douze personnes. D'abord, le 18 octobre 1974, un avion AN-12B d'Aeroflot décolle de Kamensk-Ouralski (oblast de Sverdlovsk) en direction de l'aéroport de Krasnoïarsk. À 17 h 10 min (UTC+02:00), l'équipage est informé que Krasnoïarsk est fermé en raison des conditions météorologiques et ils sont alors invités à se rendre à celui de Ienisseïsk. À 18 h 52 UTC+02:00 (23 h 52 heure locale), l'avion s'est écrasé, tuant le commandant, mais laissant onze survivants. D'après les conclusions, le crash a eu lieu à cause de la mauvaise préparation de l'équipage, la présence de brouillard à 80–90 mètres du sol et à l'allumage des phares qui a créé un écran après être entré dans le brouillard.
Ensuite, le 23 août 1979 à 19h22 UTC+00 (23h22 heure locale), un Antonov An-12 d'Aeroflot décolle de Moscou en direction de l'aéroport international de Krasnoïarsk. Après 2 h 18 min de vol, l'équipage signale aux contrôleurs aériens de l'aéroport de Ienisseïsk qu'ils ont perdu tous leurs moteurs, au nombre de quatre, et qu'ils allaient atterrir à Ienisseïsk. À 1 h 56 heure locale (le 24 août), l'avion s'écrase à 17 kilomètres de la ville (58° 19′ 20″ N, 92° 13′ 10″ E), tuant sur le coup onze personnes, dont les six membres d'équipages. Cinq personnes survivent, emmenées à l'hôpital de Ienisseïsk. Les conclusions démontrent que l'avion a été ravitaillé avec un carburant de qualité inférieure à l'aéroport de Norilsk, entraînant la perte des moteurs et un atterrissage forcé en forêt, où l'avion a brûlé à la suite d'une collision avec des arbres.

### Depuis 1991

#### Années 1990
En 1992, la ville se dote d'un comité pour la gestion des biens municipaux, les monuments étant les principaux concernés. La même année, un théâtre de marionnettes est créé ainsi qu'une télévision locale pour Ienisseïsk et sa région. En 1993, un magasin lié à l'agriculture est ouvert, ainsi qu'une école chorégraphique. L'année suivante, une succursale du Trésor fédéral s'installe dans la ville et le gymnasium orthodoxe de Ienisseïsk est établi. Le 9 mai 1995, un mémorial de la Victoire a été érigé sur la place de la Victoire avec le nom de plus de 4 000 Ienisseïens et habitants des villages environnants qui ne sont pas revenus des fronts de la Seconde Guerre mondiale. Le bâtiment du marchand Makarov est restauré en 1996, et en 1998 un centre culturel est inauguré dans la maison de la Culture restaurée. En 1999, le bâtiment des anciens bureaux du gouvernement est restauré.
La ville se dote d'un Conseil municipal des députés. Les premières élections se tiennent en 1997.

#### XXIesiècle

##### Années 2000
La vieille ville est proposée en 2000 par le gouvernement russe pour une inscription à la liste du patrimoine mondial. Elle est ainsi inscrite à la liste indicative du patrimoine mondial russe. Toujours en 2000, le journal Ienisseïska Pravda devient lauréat du concours régional des journaux régionaux.
L'année 2006 est marquée en janvier par des gelées atteignant les −50 °C et par l'inauguration d'un monument aux victimes de la répression politique des années 1930. La même année, la foire d'août reprend après près de cent ans d'interruption. En janvier 2007, la montée des eaux du Ienisseï, à cause des glaces se formant, provoque des inondations. En 2008, une chaufferie moderne est ouverte, la flotte d'ambulance de l'hôpital du raïon est renouvelée et la flotte de bus est partiellement renouvelée. La même année, la ville a accueilli le festival régional « La capitale nomade du kraï-2008 ».

##### Années 2010
En septembre 2011, les archives du raïon de Ienisseïsk sont créées (en plus de celles de la ville déjà existante) et deux mois plus tard, une radio locale a commencé à émettre. Un musée de l'aviation ouvre à Krasnoïarsk en janvier 2014, et pour commémorer le 395e anniversaire de Ienisseïsk, la première foire de Pâque se tient près du monastère de la Transfiguration. La même année en novembre, un pont piétonnier est ouvert sur la rivière Melnitchnaïa. Fin 2015, un nouveau jardin d'enfants de 190 places est créé, et durant la même année, le 9 mai, cinq plaques commémoratives ont été installées aux héros de l'Union soviétique venant de Ienisseïsk (E.S. Belinski, V.P. Braguine, I.P. Gorelikov, P.I. Doudarev, G.A. Slobodeniouk).

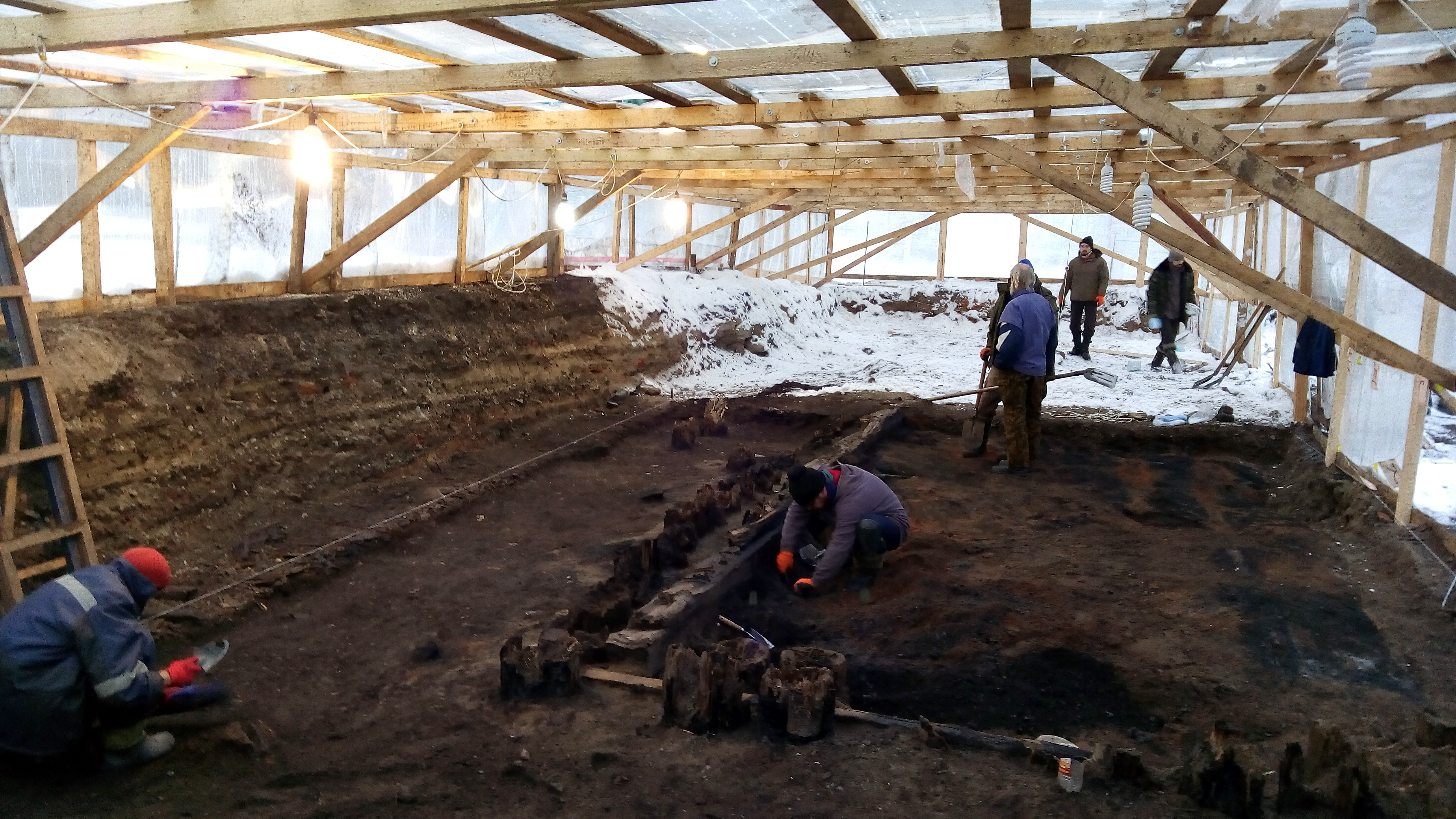
Fouilles fin 2015 (sur la propriété de l'ancien marchand Balandine).

En 2016, un atelier de briques ouvre ses portes, et le 22 janvier 2017, la mosquée tatare (41 rue Bograda) est restaurée en vue du 400e anniversaire de la ville. En novembre 2017, un monument aux fondateurs de Ienisseïsk représentant le fils du boyard Peter Albytchev (à gauche), le centurion Tcherkas Roukine (à droite) et le moine Timofeï (au milieu) est inauguré sur le quai du Ienisseï. Le même mois, la télévision numérique est diffusée dans la ville.
En automne 2016, lors de fouilles dans la cave du domaine du voïvode (milieu du XVIIe siècle), des documents sur écorce de bouleau sont trouvés par des archéologues. Des mots ont été gravés, sans qu'il soit possible de les déchiffrer. Ce type de découverte est extrêmement rare pour le kraï de Krasnoïarsk, le premier document de ce type n'ayant été découvert qu'en 2013. Outre ce document, lors de la même campagne de fouilles des fragments d'un vase fabriqué en Europe occidentale est mis au jour dans la zone de la forteresse. Sur ce vase figure un visage barbu, possiblement celui de Bacchus. Une tombe est également trouvée, possiblement celle de Daniel d'Atchinsk (ru), saint local russe né à Novi Sanjary et mort à Ienisseïsk.
En 2018, la ville reçoit du kraï le prix « Pour la meilleure organisation du travail avec la population dans l'administration locale. ». La même année, les croix et coupoles de l'église de la Trinité sont refaites, dans le cadre de sa restauration ; et le bâtiment du marchand Kytmanov subit un violent incendie.

##### Année 2019
Le 5 février 2019, une étape du relais de la flamme de la 29e édition des Universiades d'hiver a lieu dans la ville. À cette occasion, des athlètes parcourent le centre historique de la cité,.
Pour le 400e anniversaire de la ville qui a lieu en 2019, une reconstruction globale de la ville est effectuée, ayant commencé en 2008. Au cours de la reconstruction, d'un montant de 3,380 milliards de roubles dont un tiers de fonds fédéraux et deux tiers de fonds régionaux,, le centre historique doté d'une centaine de monuments historiques est restauré : sont notamment concernées la cathédrale de l'Épiphanie et l'église de la Trinité auparavant détruites, ainsi que les bâtiments de la rue principale (la rue Lénine),. La restauration est inscrite dans la liste des événements fédéraux pour 2019.

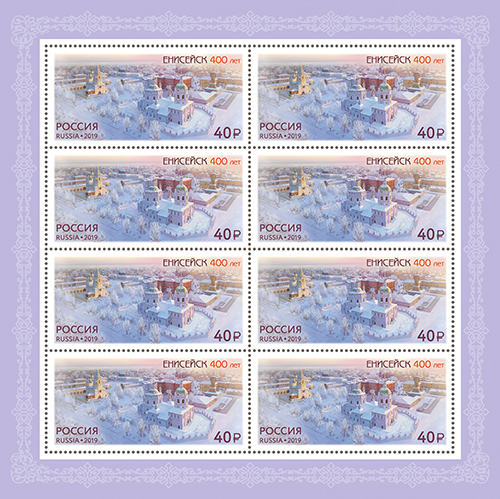
Timbres de la Poste russe de Ienisseïsk pour le.

La cathédrale de l'Épiphanie acquiert ses nouveaux dômes le 16 mars 2019. Trois jours plus tard, métropolite Panteleimon de Krasnoïarsk et d'Atchinsk et d'autres représentants de l'Église orthodoxe russe visitent divers sites religieux en cours de restauration. Fin mai, le gouverneur du kraï de Krasnoïarsk Alexandre Ouss effectue également une visite. En juin, la décharge dans l'est de la ville est fermée, et les déchets transportés vers Lessossibirsk.
Le 25 avril, l'hymne de la ville est publié. En juin, un timbre unique tiré à 120 000 exemplaires, coûtant 40 roubles, pour célébrer l'anniversaire de la ville, est mis en circulation par la poste Russe. Le 3 août 2019, une plaque commémorative est apparue en centre-ville en l'honneur de la ville considérée comme « le père des villes sibériennes ».
L'église d'Iveron reçoit ses deux dômes respectivement le 4 et le 8 juillet, et un parc de jeux pour enfants a ouvert le 12. Le 16 juillet, le parc Kytmanov est achevé, nommé en l'honneur d'Aleksandr Kytmanov qui a fondé le musée de la ville en 1883 et qui en fut son directeur pendant vingt ans. Toujours en juillet, les tours du monastère de la Transfiguration ont été rénovées. Le 8 août 2019, le musée d’art des fenêtres de Ienisseïsk est ouvert, traitant de l'architecture de la ville. Le même jour, un concert de piano de musique classique est donné par le pianiste Oleg Vainshtein de Saint-Pétersbourg et la pianiste Ioulia Souleïmanova du Théâtre Mariinsky en l'honneur de l'anniversaire de la ville.
L'anniversaire de la ville, incluant des festivités, se tient les 9 et 10 août 2019. Le premier jour, deux livres sur l'histoire de la ville sont présentés par le musée local, et le second jour, la cathédrale de l'Épiphanie est ouverte et consacrée. Pendant la soirée du second jour, des feux d'artifice sont tirés.

##### Années 2020
En 2020, la ville est touchée par la pandémie de Covid-19. Son hôpital accueille des malades de région reculées du kraï, comme du village de Severo-Ienisseïsk. Mise à part la pandémie, la place de l'Assomption a été inaugurée le 12 septembre, et le 21 décembre a eu lieu l'inauguration du parc du monastère. Plusieurs organismes de la ville ont fêté leur anniversaire, avec les 100 ans de la bibliothèque régionale, les 100 ans de la police de la ville et les 85 ans des archives de la ville. Dans le village voisin de Verkhnepachino a lieu l'inauguration le 12 février 2021 d'un complexe moderne de biathlon baptisé « Ienisseï Serpentine ». Le 16 septembre de la même année, la place Vologdinka est inaugurée.
Le premier club de sport de la ville, orienté vers la gymnastique, est fondé en 2022. La même année, le musée local est renommé « Musée-réserve historique et architectural de Ienisseïsk nommé d'après. I.A. Kytmanov », jouissant désormais d'un statut régional. Il devient en novembre membre de l'Union des musées de Russie. Deux nouveaux parcs ouvrent le 21 septembre 2022 et le 1er octobre suivant. Le 27 novembre, une nouvelle patinoire moderne de hockey en salle est construite. Le 7 décembre 2022, un mémorial est créé en hommage aux morts durant l'invasion de l'Ukraine par la Russie.

## Politique et administration

### Découpage territorial
La ville de Ienisseïsk est incluse dans le kraï de Krasnoïarsk sous le nom d'okroug urbain de Ienisseïsk, totalement enclavé dans le raïon de Ienisseïsk. La ville de Ienisseïsk possède aussi le statut de ville d'importance de kraï, ce qui lui permet d'être un okroug urbain au lieu d'être incorporée à un raïon. Elle est ainsi l'un des quatorze okrougs urbains du kraï. Même si elle ne fait pas partie du raïon de Ienisseïsk, elle en est cependant son centre administratif.
D'un point de vue électoral, la ville fait partie de la circonscription de Ienisseïsk (no 57) pour les élections à la Douma d'État. Cette circonscription recouvre tout le centre et le nord du kraï, et elle est représentée depuis 2021 par le député Alekseï Teller (Russie unie). Il avait obtenu lors des élections législatives de 2021 36,86 % des voix.

### Tendances politiques
| Scrutin             | 1er tour | 1er tour | 1er tour | 1er tour | 1er tour | 1er tour | 1er tour | 1er tour | 1er tour | 1er tour | 1er tour | 1er tour | 2d tour                  | 2d tour                  | 2d tour                  | 2d tour                  | 2d tour                  | 2d tour                  | 2d tour                  | 2d tour                  |
| Scrutin             | 1er      | 1er      | %        | 2e       | 2e       | %        | 3e       | 3e       | %        | 4e       | 4e       | %        | 1er                      | %                        | 2e                       | %                        | 3e                       | %                        | 4e                       | %                        |
| ------------------- | -------- | -------- | -------- | -------- | -------- | -------- | -------- | -------- | -------- | -------- | -------- | -------- | ------------------------ | ------------------------ | ------------------------ | ------------------------ | ------------------------ | ------------------------ | ------------------------ | ------------------------ |
| Présidentielle 2012 |          | ER       | 60,78    |          | KPRF     | 20,74    |          | SE       | 7,61     |          | LDPR     | 6,81     | Victoire au premier tour | Victoire au premier tour | Victoire au premier tour | Victoire au premier tour | Victoire au premier tour | Victoire au premier tour | Victoire au premier tour | Victoire au premier tour |
| Législatives 2016   |          | ER       | 33.51    |          | LDPR     | 29.43    |          | KPRF     | 18.10    |          | KR       | 3.62     | Tour unique              | Tour unique              | Tour unique              | Tour unique              | Tour unique              | Tour unique              | Tour unique              | Tour unique              |
| Présidentielle 2018 |          | ER       | 70,65    |          | KPRF     | 15,72    |          | LDPR     | 8,97     |          | GRANI    | 1,01     | Victoire au premier tour | Victoire au premier tour | Victoire au premier tour | Victoire au premier tour | Victoire au premier tour | Victoire au premier tour | Victoire au premier tour | Victoire au premier tour |
| Législatives 2021   |          | ER       | 32,25    |          | KPRF     | 21,34    |          | LDPR     | 15,07    |          | NL       | 8,88     | Tour unique              | Tour unique              | Tour unique              | Tour unique              | Tour unique              | Tour unique              | Tour unique              | Tour unique              |

### Pouvoir exécutif

#### Jusqu'en 1918
Depuis sa fondation en 1619, Ienisseïsk est dirigé par un gouverneur (« voïvode ») nommé par le Tsar puis par l'Empereur de Russie (à partir de 1721) et ce jusqu'en 1785.

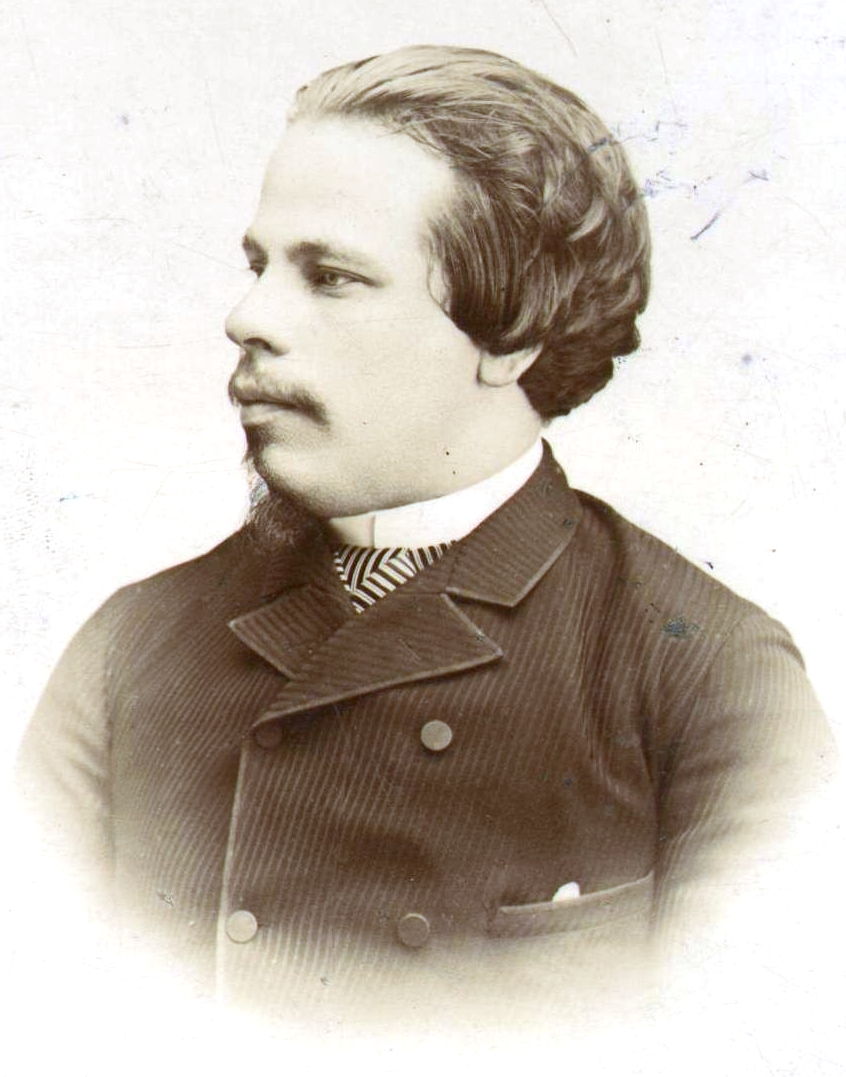
Stepan Vostrotine, maire de Ienisseïsk de 1894 à 1898.

En 1785 Catherine II fait entériner la « Charte des droits et avantages pour les villes de l'Empire russe ». Dès lors, c'est un maire, élu par la population, pour un mandat de quatre ans renouvelable, qui dirige la ville. Le maire de Ienisseïsk est généralement, à partir de ce moment, un marchand ou un industriel à la fois riche et influent.
| Période                                  | Période | Identité                           | Étiquette | Qualité                                                                     |
| ---------------------------------------- | ------- | ---------------------------------- | --------- | --------------------------------------------------------------------------- |
| Les données manquantes sont à compléter. |         |                                    |           |                                                                             |
| 1846                                     | 1854    | Alexandre Alexandrovitch Kobytchev |           | 1er Citoyen d'honneur de la ville en 1842                                   |
| Les données manquantes sont à compléter. |         |                                    |           |                                                                             |
| 1858                                     | 1862    | Alekseï Sofronovitch Balandine     |           | Marchand et mineur                                                          |
| Les données manquantes sont à compléter. |         |                                    |           |                                                                             |
| 1872                                     | 1876    | Pavel Iegorovitch Fontossov        |           | Marchand et membre de la Douma municipale                                   |
| 1876                                     | 1880    | Alekseï Sofronovitch Balandine     |           | Marchand et mineur                                                          |
| Les données manquantes sont à compléter. |         |                                    |           |                                                                             |
| 1883                                     | 1888    | Nikolaï Nikandrovitch Dementiev    |           | Marchand                                                                    |
| Les données manquantes sont à compléter. |         |                                    |           |                                                                             |
| 1894                                     | 1898    | Stepan Vassilievich Vostrotine     |           | Diplômé de la Faculté de médecine de Paris                                  |
| 1898                                     | 1902    | Vassili Mikhaïlovitch Khartchenko  |           | Propriétaire d'une distillerie et l'un des plus grands mineurs de la région |
| Les données manquantes sont à compléter. |         |                                    |           |                                                                             |
|                                          |         |                                    |           |                                                                             |

#### Depuis la fin de l'URSS
Depuis la fin de l'URSS et l'établissement d'une charte de la ville en 1995, la ville possède un maire, sous le titre de « chef de la ville ». Le poste est régi par l'article 35 de la charte de la ville. Il est le plus haut fonctionnaire de la ville, élu par le Conseil municipal des députés s'il est choisi par une commission à la suite d'un concours. Seuls les citoyens russes peuvent se présenter au poste ainsi que les citoyens étrangers si la Russie a une convention avec le pays concerné. Il doit s'adresser deux fois par an à la population, et fait un rapport sur la ville au Conseil municipal une fois par an.
| Période                                  | Période                       | Identité        | Étiquette | Qualité    |
| ---------------------------------------- | ----------------------------- | --------------- | --------- | ---------- |
| 2005                                     | 2010                          | Valéri Astafiev |           | Ingénieur  |
| Les données manquantes sont à compléter. |                               |                 |           |            |
| Août 2018                                | En cours (au 14 octobre 2023) | Valéri Nikolski |           | Architecte |

### Pouvoir législatif

#### Douma municipale
La première forme de représentation législative est formée dans la ville à la suite de la « Charte des droits et avantages pour les villes de l'Empire russe » de Catherine II  de 1785. Il faut cependant attendre 1789 pour que la première douma municipale soit élue, composée d'une douma générale (comprenant tous les députés) et d'une douma à six voix (un représentant de chaque classe et le maire). Ce système cesse seulement en 1919 lorsque la ville tombe aux mains des communistes.
Six catégories de la population devaient être représentées dans la Douma à six voix, chacune liée à un siège, qui étaient les suivantes :
1. Propriétaires ou habitants réels de la ville (les propriétaires fonciers, que ce soit d'une maison, d'un bâtiment, d'un terrain ou autres) ;
2. Marchands d'une des trois guildes ;
3. Artisans inscrits dans des corporations ;
4. Les étrangers ;
5. Citoyens éminents ;
6. Citadins (ouvriers).

#### Conseil municipal
Le Conseil municipal des députés est régi par la constitution russe de 1993, en accord avec la charte européenne de l'autonomie locale et par la loi fédérale du 28 août 1995  « sur les principes généraux de l'organisation de l'autonomie locale dans la fédération de Russie ». Cette loi a permis la création des organes représentatifs et des postes de chefs/maires. Le Conseil municipal des députés de Ienisseïsk fut créé lors des premières élections de celui-ci en 1997,.
Le Conseil municipal possède un président du conseil, un vice-président ainsi que des commissions où les députés sont répartis. Il y a 21 députés dans le conseil, et le conseil en est à sa VIe législature. La première législature ne dura que trois ans, de 1997 à 2000. Les autres durèrent toutes cinq ans.

##### Élections
Les élections fonctionnent selon un scrutin mixe avec dix députés élus dans des circonscriptions uniques au scrutin uninominal majoritaire à un tour, et onze élus à la proportionnelle sur une liste unique. L'âge minimum pour se présenter est de 21 ans, et les vingt-et-un mandats du conseil municipal ont une durée de 5 ans,.

Conseil municipal actuel.

Les dernières élections ont lieu lors du jour de vote unique en septembre 2020. 46 candidats se présentent pour briguer l'un des sièges. Parmi eux, on compte 21 candidats de Russie unie, 15 candidats du LDPR, 5 candidats du Parti communiste de la fédération de Russie, trois de Russie juste et deux indépendants. C'est ainsi que se tiennent des élections le 13 septembre 2020. Le nombre total d'électeurs était de 13 614 personnes dans la ville, mais seulement 2 688 personnes se sont rendues aux urnes, soit un taux de participation d'à peine 20 %.
Russie unie a obtenu la majorité avec 13 sièges, suivi du LDPR avec 5 sièges, du KPRF avec 2 sièges et de Russie juste avec 1 siège. Par la suite, un député de Russie unie a démissionné, rendant un siège vacant. Il y a actuellement 76 % d'hommes, et Russie unie possède 60 % des sièges. Les prochaines élections doivent se tenir en septembre 2025.

## Population et société

### Démographie

#### Évolution
L'évolution du nombre d'habitants est connue à travers les recensements et estimations de la population effectués dans la localité depuis 1690. Le premier recensement mené dans la ville est celui de l'Empire russe en 1897. Au total, Ienisseïsk connaît dix recensements entre 1897 et le dernier en 2021.
Alors que la population stagne entre les années 1690 et 1856, baissant même entre 1856 et 1865, la population connaît ensuite une première hausse jusqu'en 1897 avec alors 11 506 habitants. La population baisse après, atteignant 6 000 habitants en 1926. Au cours des décennies suivantes, la ville est sujette à une augmentation démographique, et connaît un pic en 1989 à 22 891 habitants. Depuis cette date, la population baisse constamment, pour parvenir à 17 537 habitants selon le recensement de 2021. Elle est ainsi la 718e ville la plus peuplée des 1 119 villes de Russie.
La baisse de population depuis 1989 s'explique par la crise démographique russe, et dans le cas de Ienisseïsk par l'exode vers les grandes villes. Selon Krasnoïarsktat, branche régionale de Rosstat, même si la ville a une croissance positive de trois personnes, avec 2 036 personnes qui y sont nées entre 2010 et 2017 inclus et avec un nombre pour la même période de 2 133[pas clair], 1 421 personnes sont parties de la ville entre 2010 et 2017.

#### Chiffres
Recensements (*) ou estimations de la population,,,,,,:
| 1690    | 1763    | 1856  | 1865  | 1897*  | 1917  |
| ------- | ------- | ----- | ----- | ------ | ----- |
| 3 000 † | 4 000 † | 5 100 | 4 096 | 11 506 | 8 565 |

| 1926  | 1939*  | 1959*  | 1970*  | 1979*  | 1989*  |
| ----- | ------ | ------ | ------ | ------ | ------ |
| 6 000 | 12 764 | 17 047 | 19 880 | 20 798 | 22 891 |

| 2002*  | 2010*  | 2012   | 2013   | 2014   | 2015   |
| ------ | ------ | ------ | ------ | ------ | ------ |
| 20 394 | 18 766 | 18 909 | 18 529 | 18 561 | 18 359 |

| 2016   | 2017   | 2018   | 2019   | 2020   | 2021*  |
| ------ | ------ | ------ | ------ | ------ | ------ |
| 18 156 | 17 999 | 17 826 | 17 805 | 17 774 | 17 537 |

La population de la ville de Ienisseïsk représentait en 2017 seulement 0,91 % de la population du kraï de Krasnoïarsk, mais était cependant la 14e subdivision du kraï la plus peuplée sur les 61 que compte le sujet.

#### Pyramide des âges
La pyramide des âges de Ienisseïsk est le reflet de la situation démographique en Russie, avec très peu de naissances et une population de plus en plus âgée. Selon les chiffres du recensement de 2021, l'âge moyen de la population est de 41,1 ans, dont 38,9 ans pour les hommes et 43,1 ans pour les femmes. L'âge médian de la population est lui de 42,0 ans, dont 40,0 ans pour les hommes et 44,4 ans pour les femmes. Quant au sexe, il y a en 2021, sur la population totale de 17 537 habitants, 8 224 hommes, soit 46,9 %, et 9 313 femmes, soit 53,1 %.
| Hommes | Classe d’âge | Femmes |
| ------ | ------------ | ------ |
| 36     | 85 et +      | 119    |
| 64     | 80-84        | 207    |
| 85     | 75-79        | 169    |
| 371    | 70-74        | 533    |
| 470    | 65-69        | 748    |
| 562    | 60-64        | 743    |
| 534    | 55-59        | 586    |
| 536    | 50-54        | 742    |
| 645    | 45-49        | 728    |
| 813    | 40-44        | 827    |
| 699    | 35-39        | 760    |
| 627    | 30-34        | 539    |
| 422    | 25-29        | 379    |
| 443    | 20-24        | 327    |
| 485    | 15-19        | 434    |
| 506    | 10-14        | 511    |
| 526    | 5-9          | 547    |
| 400    | 0-4          | 414    |

| Hommes | Classe d’âge | Femmes |
| ------ | ------------ | ------ |
| 0,4    | 85 et +      | 1,3    |
| 0,8    | 80-84        | 2,2    |
| 1,0    | 75-79        | 1,8    |
| 4,5    | 70-74        | 5,7    |
| 5,7    | 65-69        | 8,0    |
| 6,8    | 60-64        | 8,0    |
| 6,5    | 55-59        | 6,3    |
| 6,5    | 50-54        | 8,0    |
| 7,9    | 45-49        | 7,8    |
| 9,9    | 40-44        | 8,9    |
| 8,5    | 35-39        | 8,2    |
| 7,6    | 30-34        | 5,8    |
| 5,1    | 25-29        | 4,1    |
| 5,4    | 20-24        | 3,5    |
| 5,9    | 15-19        | 4,7    |
| 6,2    | 10-14        | 5,5    |
| 6,4    | 5-9          | 5,9    |
| 4,9    | 0-4          | 4,4    |

| Hommes | Classe d’âge | Femmes |
| ------ | ------------ | ------ |
| 0,5    | 85 et +      | 1,5    |
| 1,1    | 80-84        | 2,7    |
| 1,1    | 75-79        | 2,1    |
| 3,3    | 70-74        | 5,1    |
| 5,1    | 65-69        | 6,7    |
| 6,3    | 60-64        | 7,4    |
| 6,0    | 55-59        | 6,3    |
| 6,2    | 50-54        | 6,0    |
| 7,4    | 45-49        | 7,1    |
| 8,6    | 40-44        | 8,1    |
| 9,7    | 35-39        | 9,0    |
| 9,0    | 30-34        | 8,0    |
| 5,9    | 25-29        | 5,1    |
| 5,7    | 20-24        | 4,9    |
| 5,9    | 15-19        | 4,9    |
| 6,4    | 10-14        | 5,2    |
| 6,7    | 5-9          | 5,6    |
| 5,1    | 0-4          | 4,3    |

### Ethnies
La ville de Ienisseïsk est principalement peuplée de Russes. Selon le recensement de 2021, sur les 13 440 personnes ayant indiqué leur ethnie, 94,98 % d'entre elles étaient Russes, soit 12 765 personnes. Si l'on considère la population totale, y compris ceux n'ayant pas répondu à la question sur l'ethnie (volontairement ou non), le pourcentage de Russes est de 72,79 %. Les ethnies suivantes sont les Tatars avec 202 individus, soit 1,15 % de la population totale. Viennent ensuite les Allemands en troisième position avec 74 personnes (0,42 %) et les Ukrainiens en quatrième position avec 69 personnes.
À noter que 44 personnes à Ienisseïsk ont indiqué qu'elles n'avaient pas d'ethnie, tandis que 4 097 personnes n'ont pas répondu à la question sur l'ethnie, dont 439 personnes ayant déclaré sur le formulaire ne pas vouloir répondre à la question.
| Ethnies                                                                       | Hommes et femmes | Hommes | femmes |
| ----------------------------------------------------------------------------- | ---------------- | ------ | ------ |
| Population totale                                                             | 17 537           | 8 224  | 9 313  |
|                                                                               |                  |        |        |
| Qui ont indiqué leur ethnie                                                   | 13 440           | 6 282  | 7 158  |
|                                                                               |                  |        |        |
| Avars                                                                         | 6                | 6      | -      |
| Azerbaïdjanais                                                                | 18               | 13     | 5      |
| Arméniens                                                                     | 19               | 12     | 7      |
| Bachkirs                                                                      | 8                | 6      | 2      |
| Biélorusses                                                                   | 18               | 10     | 8      |
| Gagaouzes                                                                     | 6                | 2      | 4      |
| Darguines                                                                     | 5                | 3      | 2      |
| Ingouches                                                                     | 8                | 4      | 4      |
| Kabardes                                                                      | 2                | 2      | -      |
| Kazakhs                                                                       | 6                | 6      | -      |
| Kètes                                                                         | 2                | 1      | 1      |
| Koumyks                                                                       | 2                | 2      | -      |
| Lezghiens                                                                     | 8                | 3      | 5      |
| Lituaniens                                                                    | 3                | 3      | -      |
| Maris                                                                         | 19               | 6      | 13     |
| Moldaves                                                                      | 3                | 2      | 1      |
| Mordves                                                                       | 3                | 2      | 1      |
| Allemands                                                                     | 74               | 36     | 38     |
| Nénètses                                                                      | 2                | 1      | 1      |
| Ossètes                                                                       | 3                | 3      | -      |
| Russes                                                                        | 12 765           | 5 906  | 6 859  |
| Tadjiks                                                                       | 38               | 26     | 12     |
| Tatars                                                                        | 202              | 91     | 111    |
| Touvains                                                                      | 4                | 3      | 1      |
| Oudmourtes                                                                    | 2                | 2      | -      |
| Ouzbeks                                                                       | 20               | 17     | 3      |
| Ukrainiens                                                                    | 69               | 42     | 27     |
| Khakasses                                                                     | 5                | 4      | 1      |
| Tchétchènes                                                                   | 6                | 6      | -      |
| Tchouvaches                                                                   | 13               | 6      | 7      |
| Évenks                                                                        | 3                | 1      | 2      |
| Autres ethnies                                                                | 54               | 40     | 14     |
| N'ayant pas d'ethnie                                                          | 44               | 15     | 29     |
|                                                                               |                  |        |        |
| Personnes dont l'ethnie n'est pas indiquée sur les formulaires de recensement | 4 097            | 1 942  | 2 155  |
| *dont ceux qui ont refusé de répondre à la question sur l'ethnie              | 439              | 201    | 238    |

### Langues
D'après le recensement de 2021, 13 911 personnes à Ienisseïsk répondent à la question sur les langues parlées, tandis que 3 626 personnes s'abstiennent (volontairement ou non). Sur la base de ceux qui ont répondu, les langues les plus parlées sont le russe avec 13 906 locuteurs (soit 99,96 %), suivi de l'anglais : 454 personnes (soit 3,26 %), puis en troisième position de l'allemand : 136 locuteurs (soit 0,98 %).
En quatrième position, on retrouve les 78 locuteurs du tatar (0,56 %) et en cinquième les 42 de l'ukrainien (0,3 %). 26 personnes parlent le Tadjik, et l'Ouzbek et la langue des signes russe sont les deux ex æquo avec 18 personnes pour chaque langue. Toutes les autres langues à Ienisseïsk sont sous les dix locuteurs.

### Enseignement
Le réseau d'établissements d'enseignement de la ville comprend en 2018 17 établissements. Les établissements publics sont au nombre de seize, dont neuf établissements primaires, cinq établissements secondaires, deux établissements secondaires complémentaires, ainsi qu'un établissement privé nommé « Gymasium orthodoxe de Ienisseïsk ».
Au 1er septembre 2018, 2 309 étudiants sont scolarisés dans les établissements de la ville. On dénombre également 26 étudiants par correspondance. 90 % des places dans les établissements préscolaires (jardin d'enfants/crèches) sont occupées, et 100 % dans les établissements primaires de 3 à 7 ans. La ville possède 360 personnels enseignants, dont 15% qui ont la catégorie de qualification la plus élevée.

### Sciences

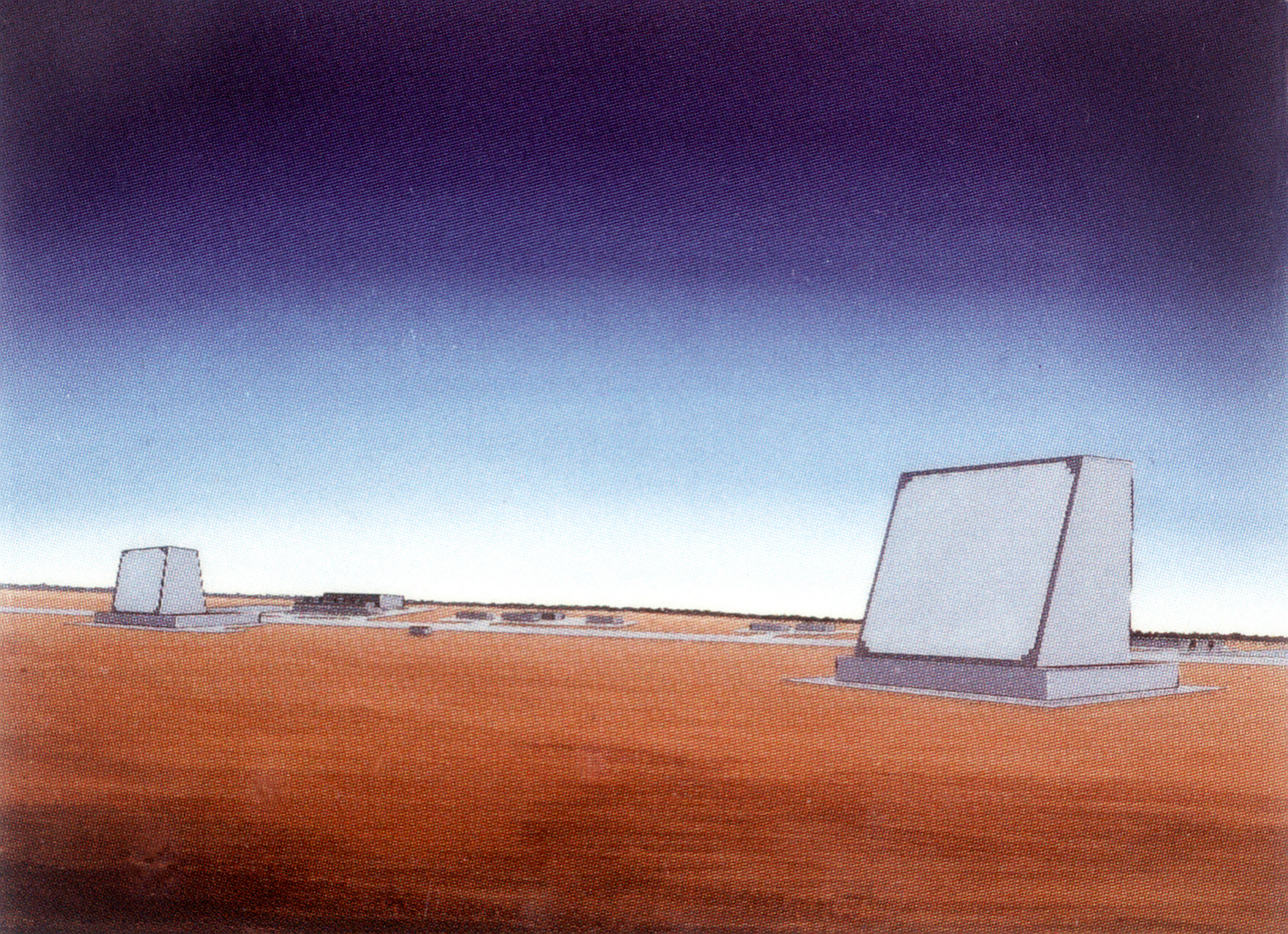
Croquis du site de Ienisseïsk-15 s'il avait été construit entièrement.

Plusieurs infrastructures scientifiques, souvent liées à l'armée, se situent dans la ville ou dans ses environs :
- une station de suivi du système de positionnement par satellites russe GLONASS[77] ;
- une antenne parabolique du réseau russe de communication avec l'espace lointain[78] ;
- une station du centre principal d'alerte d'attaque par missile[79] ;
- une station prévue du système de radar d'alerte précoce, dénommée Ienisseïsk-15, dont les travaux sont arrêtés en 1987, avant le démantèlement des constructions déjà érigées[80].

## Économie

### Revenus de la population et niveau de vie
Le revenu monétaire moyen par habitant s'élève en 2017 à 23 826 roubles. Il est en forte hausse, avec une évolution de près de 72 % par rapport à 2010, principalement grâce à l'augmentation des salaires et des retraites.
La principale composante des revenus de la population est les salaires, représentant plus de 60 % du total. En 2017, le salaire moyen mensuel s'élève à 32 799,4 roubles, soit une évolution de +63,8 % par rapport à 2010. La croissance la plus forte a eu lieu entre 2012 et 2013, avec +21 %, mais entre 2013 et 2017, l'évolution ne dépasse pas les +4 % par an. Par comparaison, le salaire moyen est de 30 232,1 roubles dans le raïon de Ienisseïsk et de 31 988,9 roubles à Lessossibirsk.
L'indice de développement humain (IDH) selon la branche du kraï de Rosstat est en 2018 de 0,597, soit le quatrième okroug urbain sur quatorze par IDH du kraï. Mais il reste faible, la capitale du kraï Krasnoïarsk étant à 0,759.

### Emploi
Le taux de chômage était de 1,8 % au 1er janvier 2017. Il a été divisé en trois en sept ans, ayant été à 5,69 %, soit 629 personnes au chômage, au 1er janvier 2010 des suites de la crise économique de 2008. La baisse s'explique par les aides données par Moscou des suites des sanctions en 2014, ainsi que par le programme régional « Préparation du 400e de Ienisseïsk en 2019 », avec la création de nouveaux emplois.
Les emplois se répartissent dans les divers secteurs économiques comme suit :
| Répartition                                                        | 2018 | %     |
| ------------------------------------------------------------------ | ---- | ----- |
| Agriculture, foresterie, chasse, pêche                             | 107  | 2.65  |
| Commerce de gros et de détail, réparation de véhicules automobiles | 287  | 7.10  |
| Construction                                                       | 130  | 3.22  |
| Culture, tourisme, sports                                          | 149  | 3.69  |
| Éducation                                                          | 1011 | 25.00 |
| Industries                                                         | 98   | 2.42  |
| Santé et services sociaux                                          | 1277 | 31.63 |
| Services municipaux                                                | 1084 | 26.79 |
| Total                                                              | 4043 | 100   |

### Entreprises et commerce
Au 1er janvier 2018, aucune moyenne ou grande entreprise n'était enregistrée dans la ville. À cette date-là, 67 % des établissements étaient détenus par des entrepreneurs individuels, 21 % par des petites entreprises et 12 % par des institutions municipales.
Les institutions municipales étaient, pour les principaux secteurs, composées à 23,9 % par des établissements éducatifs, à 19,4 % par des organisations gouvernementales (comme la police par exemple) et à 16,4 % par des institutions culturelles et touristiques.
Au 1er janvier 2018, 391 personnes étaient enregistrées comme entrepreneur individuel. 121 établissements étaient enregistrés dans la ville comme petite entreprise. Les petites entreprises employaient en 2017 1 291 personnes, avec un salaire mensuel moyen de 18 139,56 roubles. Le secteur commercial est celui le plus représenté dans les petites entreprises, avec la moitié du total.
Les petites entreprises se répartissent dans les divers secteurs économiques comme suit :
| Répartition                                                        | 2018 (%) |
| ------------------------------------------------------------------ | -------- |
| Agriculture, foresterie, chasse, pêche                             | 4        |
| Commerce de gros et de détail, réparation de véhicules automobiles | 50       |
| Construction                                                       | 13       |
| Hôtellerie et restauration                                         | 5        |
| Éducation                                                          | 3        |
| Industries                                                         | 11       |
| Santé et services sociaux                                          | 5        |
| Services municipaux                                                | 7        |
| Total                                                              | 100      |

### Secteur industriel
Le secteur industriel de la ville est pratiquement inexistant, alors qu'il est important dans de nombreuses villes du kraï. Les seules industries existantes sont liées aux services publics, afin de répondre aux besoins des habitants (chauffage, eau, électricité). Le volume en roubles de la production industrielle est de 358,461 millions au 1er janvier 2018.

### Tourisme

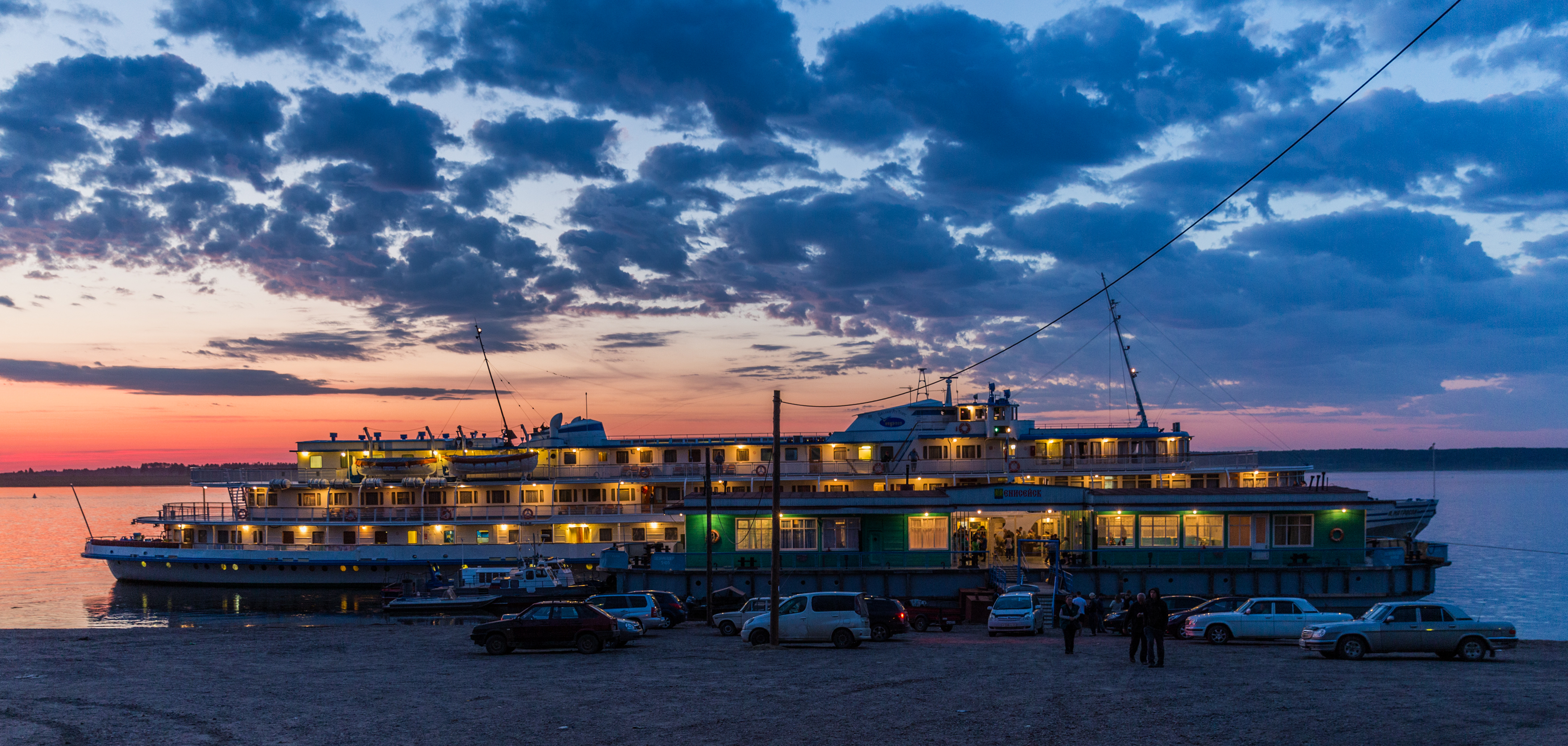
Bateau touristique à quai.

Le secteur touristique de la ville est encore peu développé. En 2013, la ville ne recevant qu'environ 20 000 touristes par an. Dans ce total, il y avait jusqu'à 3 500 étrangers. L'infrastructure touristique est très peu développée, il n'y a que 224 lits dans le raïon de Ienisseïsk et la ville de Ienisseïsk en 2013.

## Culture locale et patrimoine

### Lieux et monuments
Au 1er janvier 2018, la ville de Ienisseïsk compte 95 monuments répertoriés aux objets patrimoniaux culturels de Russie, qu'ils soient d'importance fédérale ou régionale ; ainsi que 12 monuments classés comme objets identifiés du patrimoine culturel. La ville est seulement devancée par de grandes villes comme Atchinsk, Minoussinsk et Krasnoïarsk. Mais en 2016, seulement 35,4 % des sites étaient considérés comme étant dans un état satisfaisant.
En 2013, 25 des objets patrimoniaux bénéficient de la protection fédérale, le reste étant d'importance régionale.
Depuis la liste révisée de 2010, la ville est inscrite à la liste des villes historiques de Russie, de même que quarante-quatre autres villes. Son histoire riche, comme l'une des plus anciennes villes de Sibérie, lui vaut d'être nommée aujourd'hui le « père des villes sibériennes ».

### Architecture

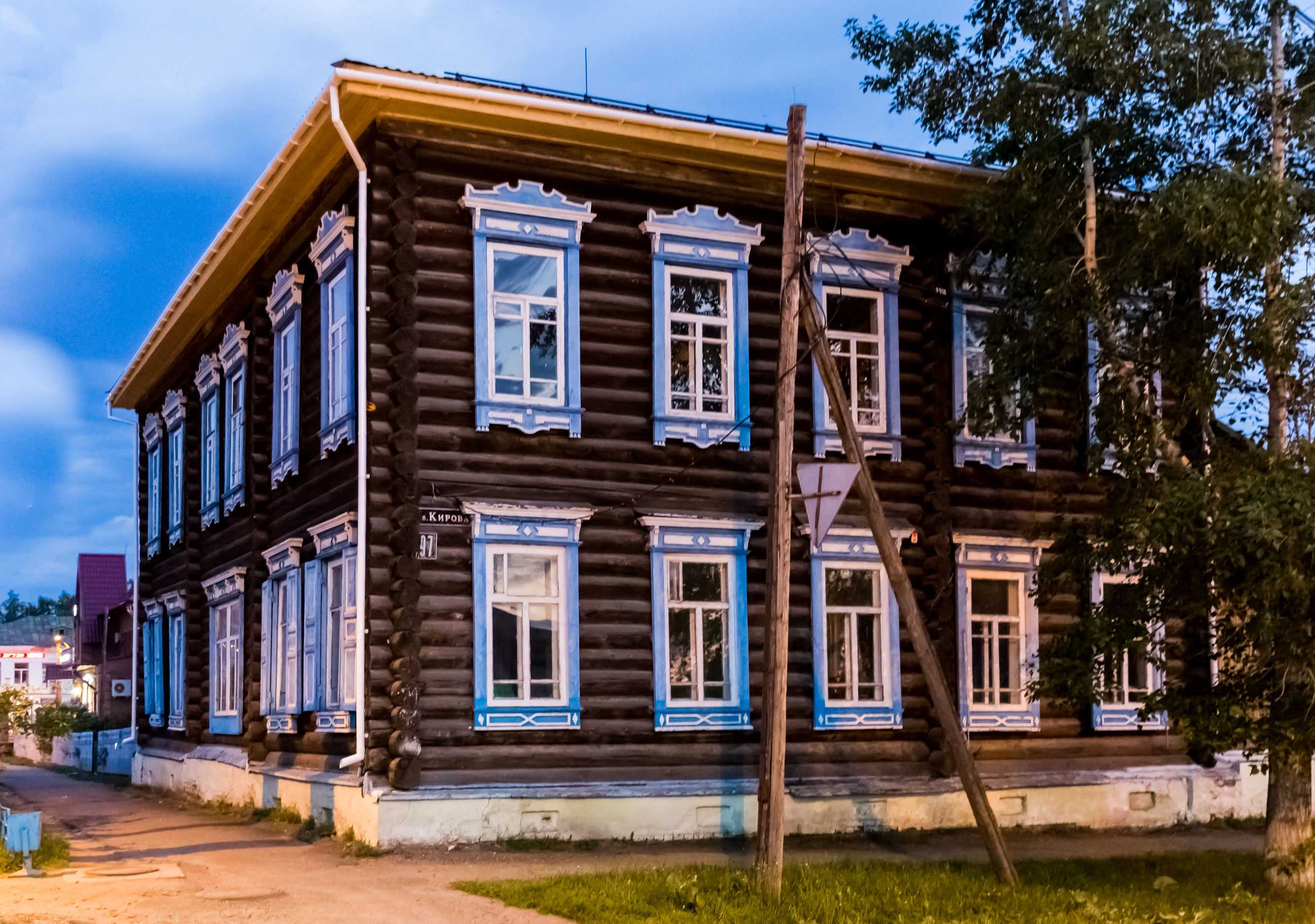
Gymasium orthodoxe de Ienisseïsk.

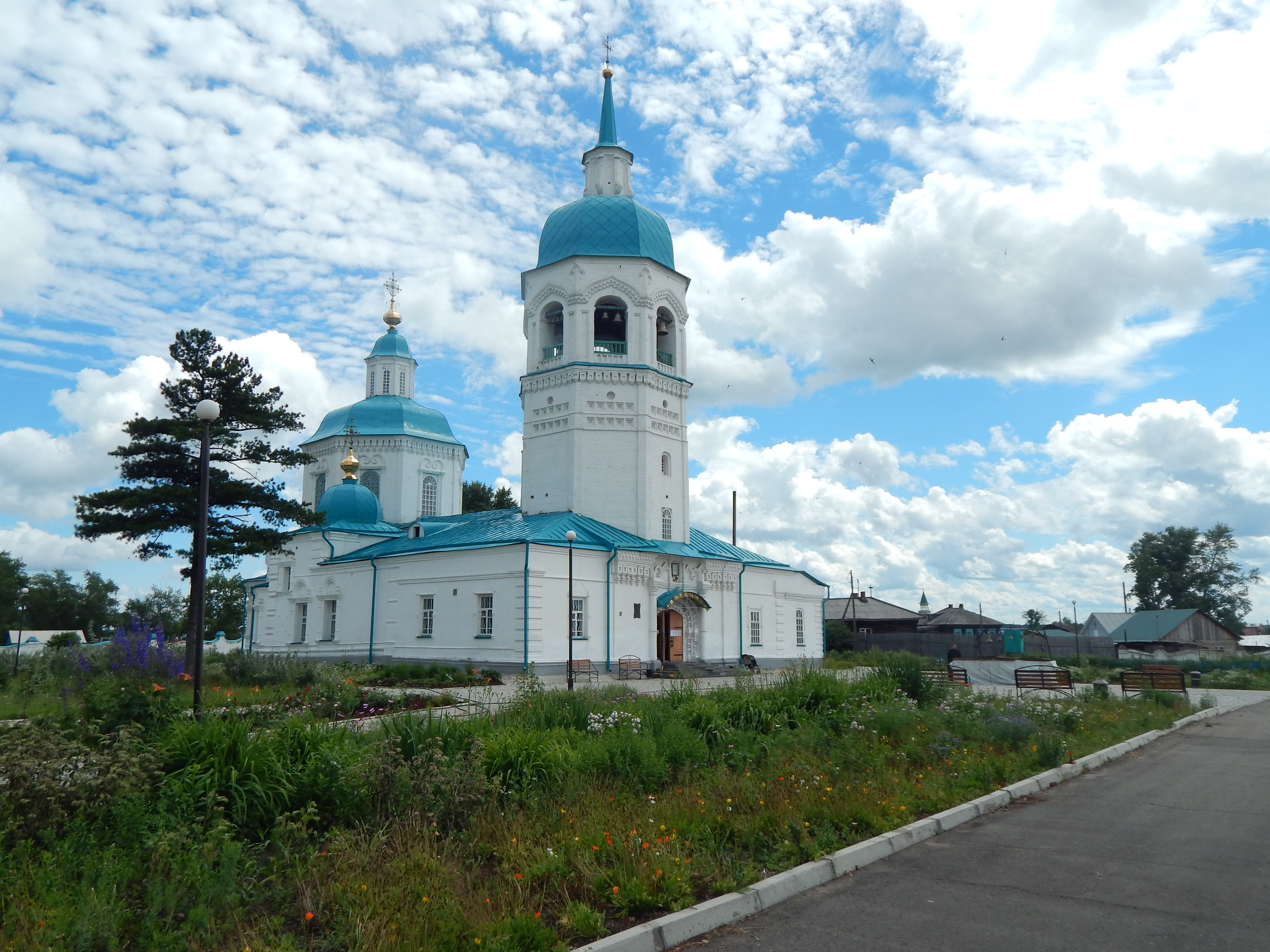
Monastère de la Transfiguration.

L'architecture notable de Ienisseïsk remonte au XVIIIe siècle. Elle s'est développée lorsque la ville était la cité sibérienne la plus importante entre Tobolsk (la capitale historique de la Sibérie) et Irkoutsk. Mais contrairement à ces villes, l'école d'architecture ne s'est que peu développée. Par ailleurs, l'étude de son architecture est rendue difficile par sa mauvaise conservation, ainsi que les nombreuses reconstructions. Cependant, des motifs émergent, en particulier le baroque Sibérien et dans une moindre mesure le baroque Narychkine. Son architecture est très conservatrice par rapport aux autres grandes villes sibériennes de l'époque. Ses édifices religieux sont les principaux exemples, coiffées de clochers en forme de tentes (ru), qui lors de leur construction, n'étaient presque plus construits en Sibérie. L'abside ronde, caractéristique de l'architecture pré-pétrovienne, a été utilisé jusqu'à la fin du XVIIIe siècle, alors qu'à Irkoutsk, la pratique avait disparu dans les années 1720 et à Tobolsk elle avait disparu au milieu du XVIIIe siècle.
L'architecture est aussi ouralienne, s'inspirant de ce qui se faisait à Solikamsk, présentant des motifs architecturaux semblables. L'influence architecturale de Tobolsk a aussi eu lieu, avec les plans d'église semblables (la cathédrale Sainte-Sophie de Tobolsk datant de 1681 a donné des sources d'inspiration) et des motifs ornementaux similaires (l'église du Sauveur de Tobolsk de 1587 a influencé Ienisseïsk). Enfin, la ville a eu des influences d'Irkoutsk, étant donné qu'elle a fait appel à des peintres et maîtres d'œuvre de cette ville.
La période soviétique à Ienisseïsk se caractérise par un changement architectural profond. D'une part, plusieurs églises ou parties d'églises sont soit perdues soit délabrées. D'autres monuments, principalement des demeures de marchands du XIXe siècle se dégradent voire sont détruites. En parallèle, le pouvoir soviétique construit en périphérie un nombre massif de logements, des Khrouchtchevka, qui défigurent l'apparence de la ville, mais qui permettent de l'agrandir. La période est marquée, surtout après la Seconde Guerre mondiale, par l'apparition d'équipements socio-culturels, comme des centres culturels, cinémas et stades. En périphérie, des industries sont établies, principalement autour de l'industrie du bois.
Même si la ville gagne une nouvelle forme, le centre historique est peu touché par les nouveaux développements, la ville conservant en général son apparence malgré quelques destructions et des délabrements.

### Édifices religieux

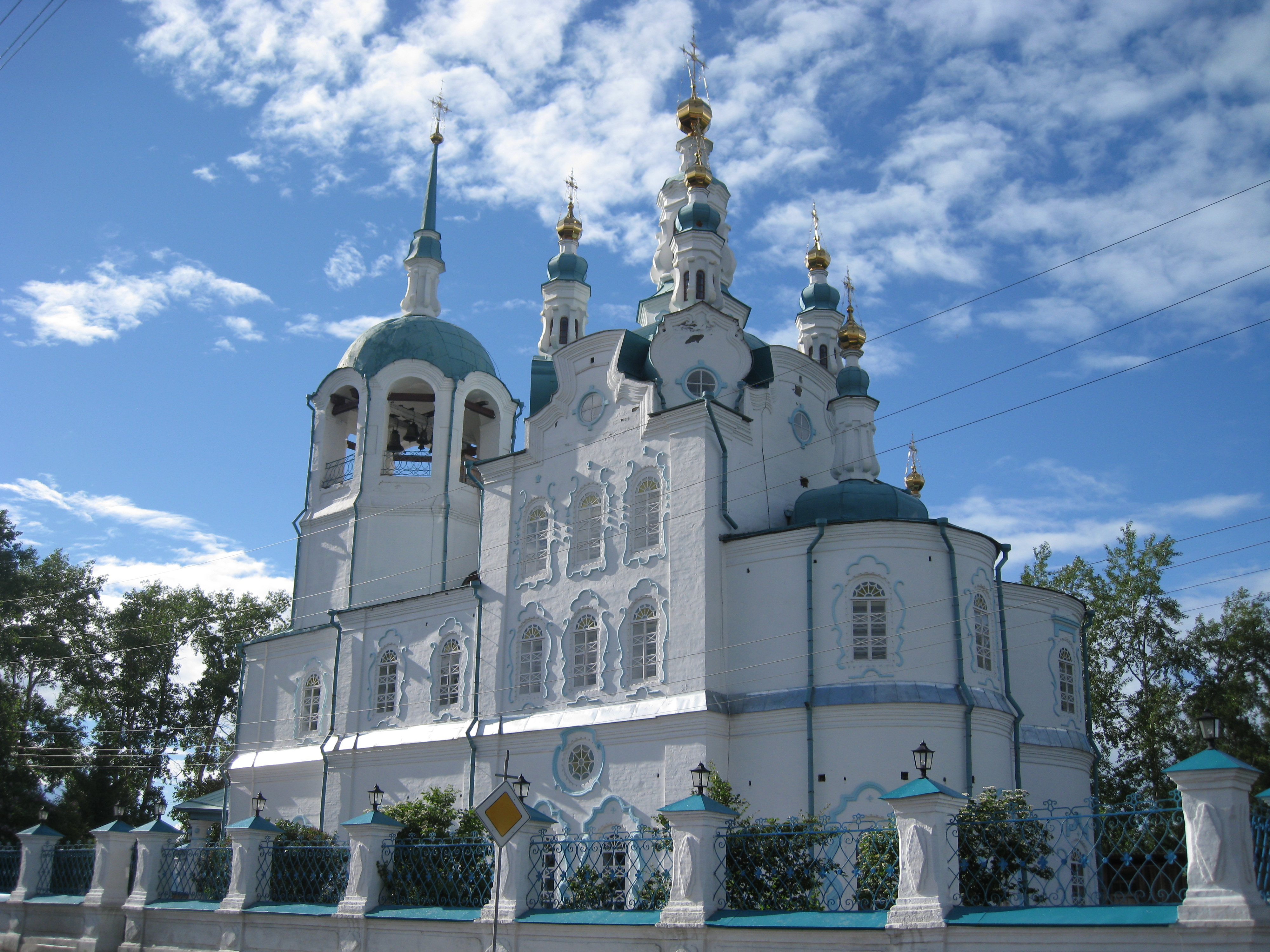
Cathédrale de la Dormition d'Ienisseïsk, exemple de baroque sibérien.

La ville compte en 2022 treize édifices religieux, sans inclure les édifices détruits à l'époque soviétique qui n'ont pas été restaurés. Trois de ces édifices ont été construits après la période soviétique, et il existe aussi un édifice musulman. Il y a tout d'abord la cathédrale de l'Épiphanie, construite entre 1738 et 1750 ; l'église de la Trinité qui fut construite entre 1772 et 1776. En 1793, la cathédrale de la Dormition de la ville est consacrée, qui est un bel exemple de style baroque sibérien.
La ville compte deux monastères, le monastère de la Transfiguration du Sauveur de Ienisseïsk qui selon la légende a été fondé en 1592, bien que sa date de fondation officielle est 1642. Ce monastère possède la cathédrale de la Transfiguration, construite entre 1731 et 1750, ainsi que l'église-porte de Zacharie et Elisabeth, construite entre 1785-1796, sacralisée en 1822. Les deux sont des exemples de baroque sibérien. Le second monastère est le monastère d'Iveron, anciennement le couvent de la Nativité du Christ, fondé en 1623. Il possède l'église de la Résurrection, construite entre 1735 et 1747, restaurée entre 1870 et 1876 puis à nouveau en 2002 à la suite des dommages de la période soviétique. Ce second monastère possède aussi l'église Notre-Dame d'Iveron, construite entre 1871 et 1872.
Les trois édifices construits après la période soviétique sont l'église de Boris-et-Gleb, chapelle en bois construite entre 2011 et 2018, appartenant à l'unité militaire 14058, unité militaire stationnée à Ienisseïsk. Le second édifice est l'église de Notre-Dame de Vladimir, chapelle en bois sur le site de l'hôpital régional de Ienisseïsk, construite dans les années 2010. Enfin, est élevée la chapelle Saint-Nicolas de la maison d'arrêt no 11, construite en 2011 pour les prisonniers,.
Outre ces édifices chrétiens orthodoxes, la ville possède une mosquée, la mosquée tatare de Ienisseïsk, qui est située au no 41 de la rue Bograda. En 1892, la société musulmane de Ienisseïsk est autorisée par le gouvernement de Ienisseïsk à construire une mosquée. Elle est construite en 1905 dans un style d'éclectisme, bénéficiant d'une forte inspiration de l'architecture religieuse musulmane de la fin du XIXe siècle. Elle est la plus ancienne mosquée du kraï de Krasnoïarsk, et la seule construite avant 1917 en briques. D'une capacité de 200 personnes, elle est restaurée dans le cadre du 400e anniversaire de la ville, grâce à des fonds publics et privés,.
Les églises de la Nativité du Christ, construite entre 1755 et 1758, et de l'Exaltation-de-la-Sainte-Croix, bâtie entre 1794 et 1798, ont été perdues à l'époque soviétique. Les deux étaient de style baroque sibérien, et ont disparu respectivement en 1930 et 1939,.

Églises perdues de Ienisseïsk :
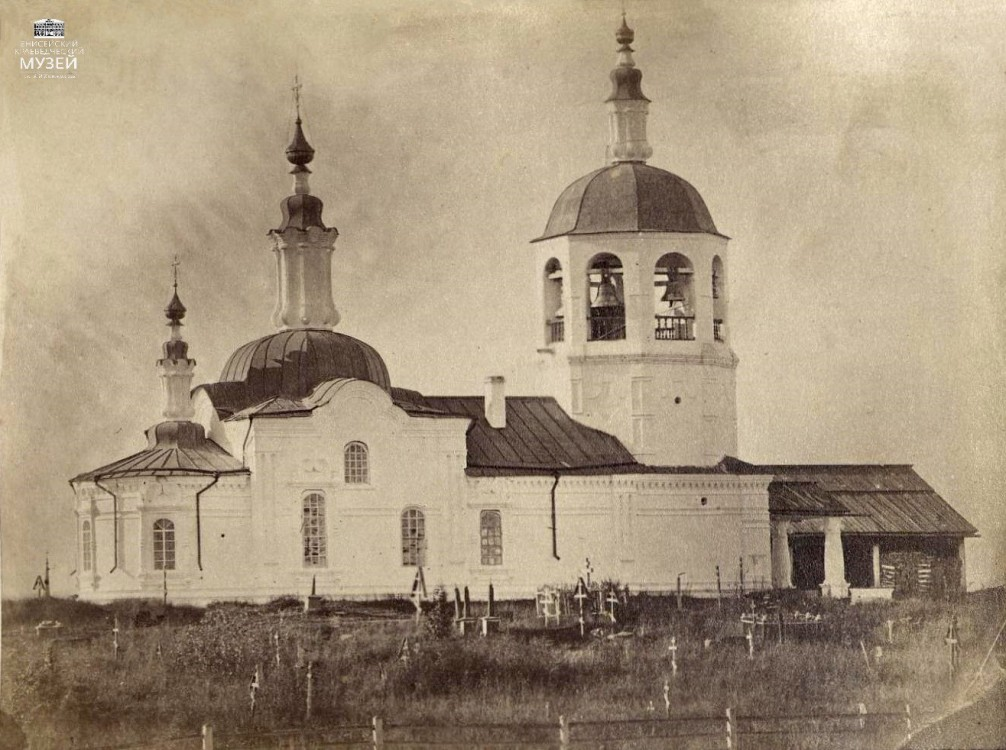
Photographie de 1880 de l'église de l'Exaltation de la Sainte Croix au cimetière Sevastianovskoïe.
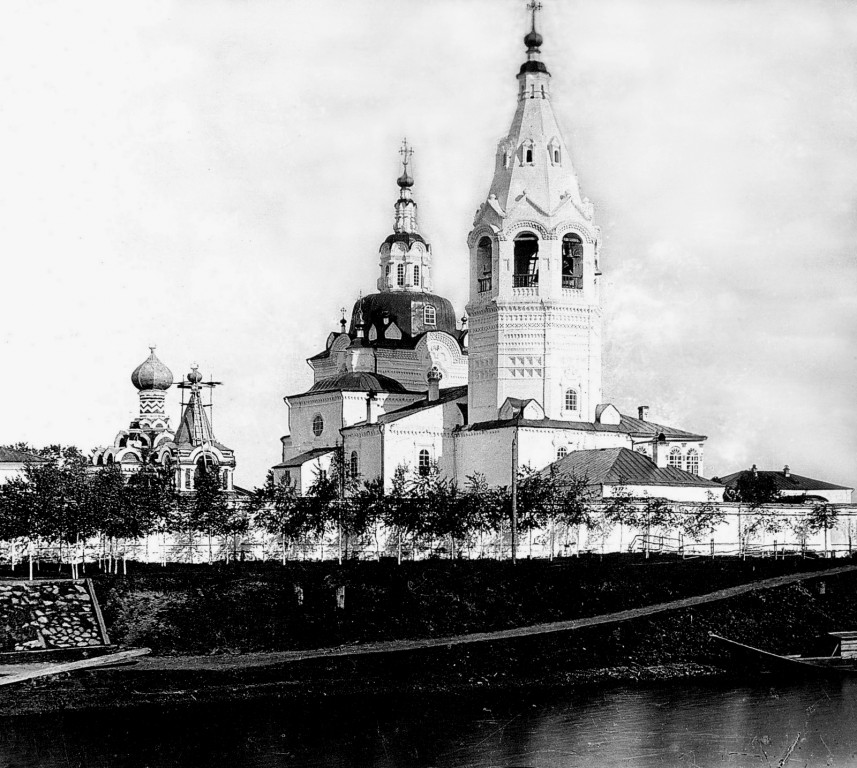
Église de la Nativité de Ienisseïsk photographiée en noir et blanc le 1er janvier 1917.

### Musées

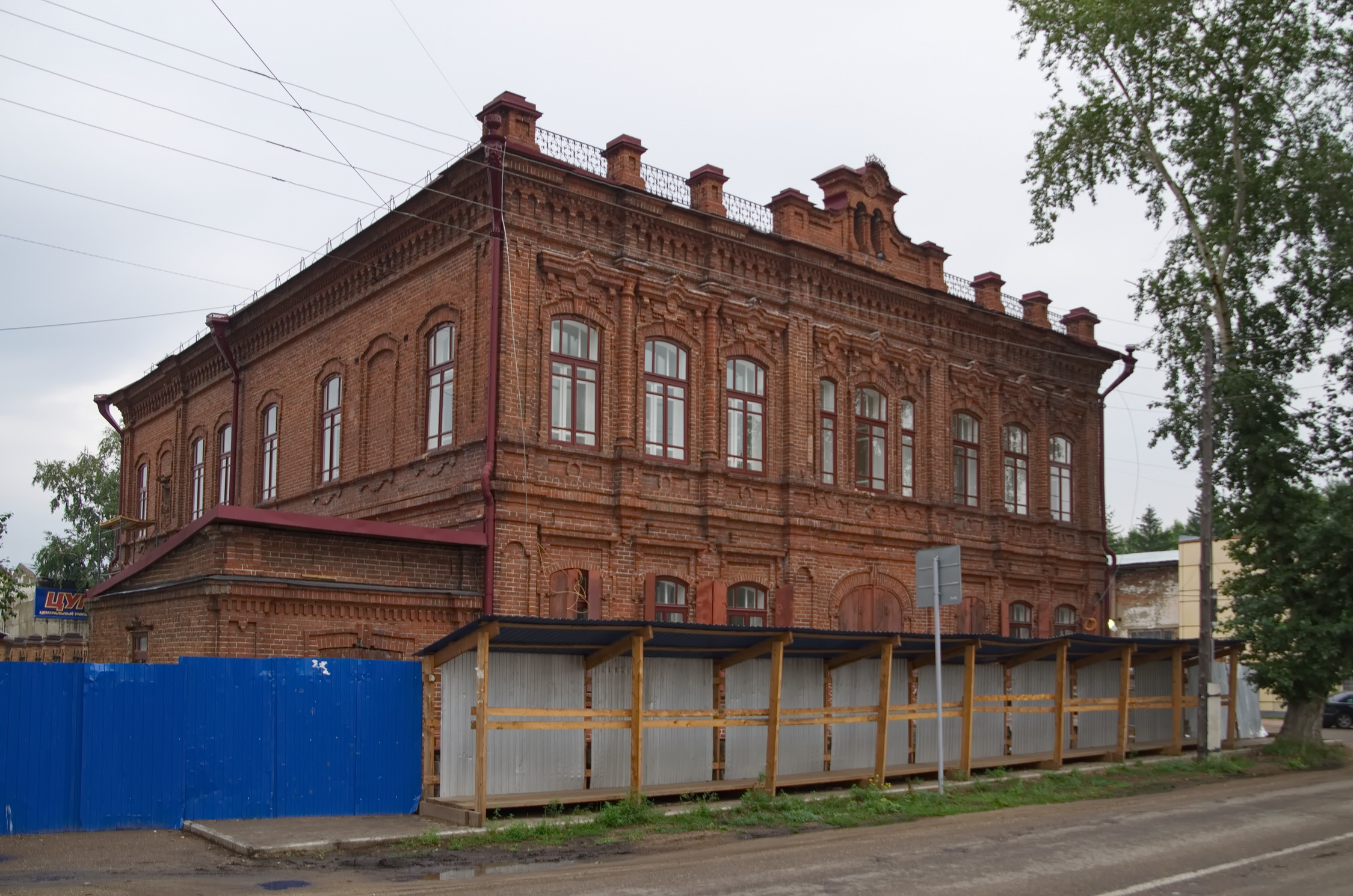
Bâtiment du musée-réserve de Ienisseïsk.

Le premier musée de la ville est le musée des traditions locales de Ienisseïsk (nom d'alors), ouvert en 1883. Il est fondé dans le bâtiment de l'ancienne Douma de la ville par Alexandre Ignatievitch Kytmanov, historien local, botaniste et personnalité locale, ainsi que par N. V. Skornyakov, historien. Le premier a ramené ses collections sur le territoire du gouvernement du Ienisseï qu'il a étudié (poissons, œuvres folkloriques, roches, etc.) Le musée possède des expositions relatives au commerce du poisson sur le cour inférieur du fleuve, au folklore local, à la géologie avec les anciens placers d'or. On y découvre d'anciens livres, des icônes du XVIIe siècle et du XVIIIe siècle, des peintures, armes, paquets de thé chinois et autres objets d'Extrême-Orient passant par le commerce de Kiakhta,.
Parmi les objets précieux, se trouvent une collection ethnographique des peuples indigènes du Ienisseï, un portait de Ermak Timofeïévitch du XVIIIe siècle et un portrait d'Avvakoum. Le musée comporte également une exposition sur la ruée vers l'or dans la région. Le musée a été pillé pendant la guerre civile russe avant d'être reconstruit,. Ce musée s'appelle depuis 2022 le « Musée-réserve historique et architectural de Ienisseïsk nommé d'après I.A. Kytmanov », avec désormais un statut régional. Il est devenu, en novembre 2022, membre de l'Union des musées de Russie,.

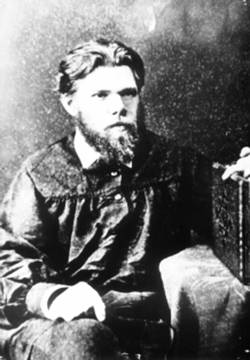
Alexandre Kytmanov.

Outre cette institution, la ville compte d'autres musées moins importants. Le premier est le musée de l'avion, créé en 2008, qui était à la base une collection provenant d'une boîte contenant les vieux outils de menuiserie du père du fondateur. Avec le temps, il a amassé de très nombreux modèles miniatures d'avions. Il possède aujourd'hui une collection de plus de 1 500 maquettes d'avion au monde, dont la certification du Livre russe des records et du Livre Guinness des records de « La plus grande collection d'avions en bois ».
Il y a ensuite le musée de la sellerie, musée formé dans les années 2010 par un habitant qui a trouvé trois étriers dans la grange d'un ami. Il a depuis étendu sa collection à tout le matériel d'équitation, avec des objets collectés dans les environs de Ienisseïsk voire au-delà, avec parfois des objets de plus de 150 ans. Le musée organise des promenades à cheval dans la ville de manière ponctuelle. Il y a aussi le domaine-musée « Photoïzba », fondé en 1997 dans un bâtiment d'un marchand du XIXe siècle. Fondé par un photographe, le musée collectionne des livres et des photographies, mais aussi de nombreux autres objets qui ont transité par la ville comme un moulin à café de la société Peugeot, vieux de plus de 200 ans, des horloges murales allemandes anciennes, des serrures, toutes sortes de verrerie, des fournitures scolaires, des broderies et autres.
Ensuite, la salle d'exposition nommée Centre culturel présente des œuvres de l'Union des artistes de Russie et des jeunes artistes du kraï de Krasnoïarsk. Dans cette salle d'exposition, existe également une exposition permanente nommée « À vous, Chers Compatriotes et visiteurs de notre ville » présentant des œuvres de la ville et de sa région. Enfin, le musée le plus récent est celui de la maison des Borodkines, ouvert le 11 août 2023. La maison des Borodkines est une ancienne demeure de marchands de la fin du XIXe siècle, qui a été restaurée pour l'ouverture de ce musée qui héberge aussi un hôtel de 12 chambres comprenant les meubles d'époque. Le musée permet de montrer à quoi ressemblait la vie et le mode de vie d'un marchand à la fin du XIXe siècle.

### Armoiries et drapeau

Armoiries actuelles.

La ville connaît plusieurs armoiries au cours de son histoire, les deux premières étant des sceaux en 1635 et 1671. Les armoiries suivantes sont établies en 1730, 1785 et 1804. Pendant la période soviétique, la ville n'a pas d'emblème,,.
Les armoiries modernes sont élaborées par trois membre de l'Union des héraldistes de Russie. Les deux premiers héraldistes, Konstantine Motchionov et Valéri Nikolski, créent le concept, tandis que le dernier, Robert Malanitchev, les dessine. Elles sont approuvées par décision de la municipalité no 80 du 10 juillet 1998, et sont inscrites au registre héraldique de l'État sous le numéro 466. Elles sont confirmées par la décision du Conseil municipal des députés d'Ienisseï  du 18 no 8-88 du 18 mai 2016,.
La description officielle des armoiries est la suivante « De sinople(vert) à la pointe d'azur, aux deux zibelines dorées aux yeux écarlates (rouges), se faisant face, debout sur leurs pattes postérieures sur la corde dorée d'un arc doré renversé, tenant de leurs deux pattes avant une flèche en argent, la pointe reposant sur la corde »,,.
Les armoiries sont basées sur le symbole historique de la ville, la zibeline, trouvée sur les sceaux du XVIIe siècle. La pointe bleue symbolise le fleuve Ienisseï, où se trouve la ville qui porte son nom. Le bleu est aussi un symbole, selon la description officielle, de gloire, de dévotion, de vérité, de beauté, de vertu et du ciel clair. Le vert symbolise la riche nature sibérienne qui entoure étroitement la ville, ainsi que la santé. La couleur or est un symbole de force, de richesse, de grandeur, d'intelligence et de perspicacité,,.
Le drapeau de la ville de Ienisseïsk est basé sur ses armoiries, offrant seulement un format différent.

### Personnalités liées à la ville

#### Naissance à Ienisseïsk

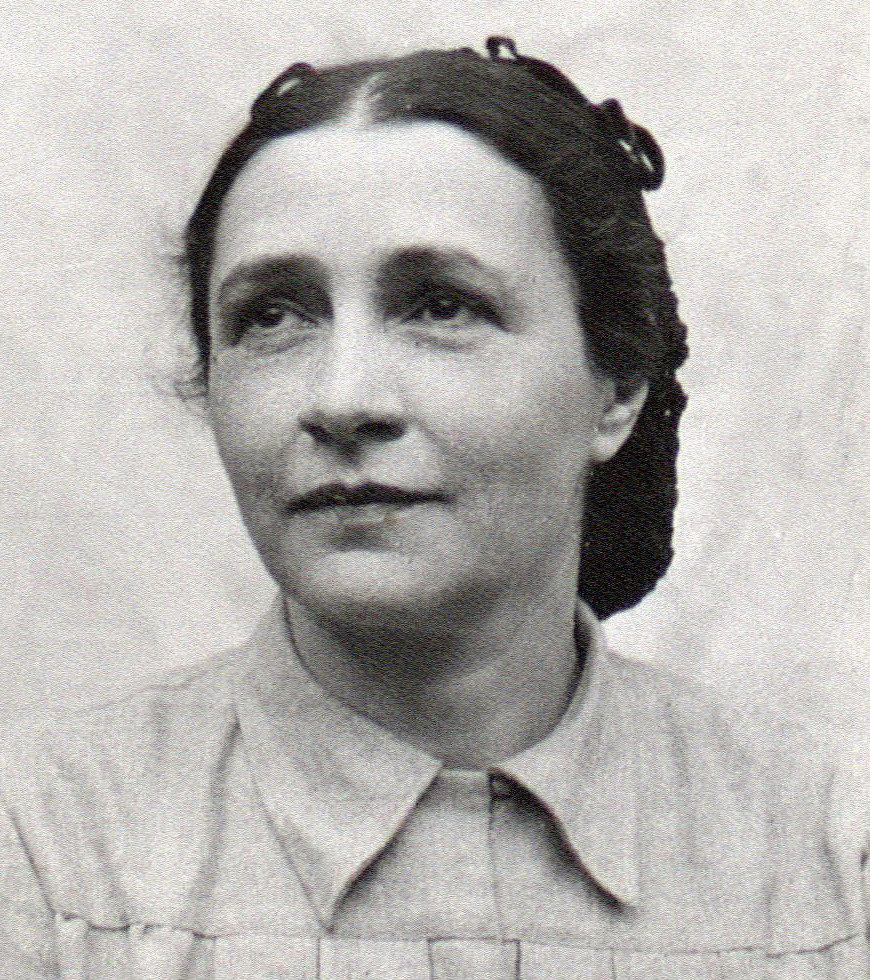
Irena Krzywicka.

- Alexis Balandine (1898-1967), chimiste soviétique, professeur de chimie à l'université de Moscou, membre de l'Académie des Sciences de l'URSS et nanti d'un cratère lunaire à son nom.
- Irena Krzywicka (1899-1994), féministe polonaise, écrivaine, journaliste et traductrice, promotrice de la maternité consciente, la contraception et l'éducation sexuelle.
- Adam Kurak (1985), lutteur gréco-romain russe.

#### Lieu d'exil
Tout au long de son histoire, l'exil en Sibérie engendre l'accueil par la ville de nombreuses personnes obligées de quitter la Russie européenne. Déjà au XVIe siècle, la ville accueille brièvement Avvakoum, archiprêtre qui mena l'opposition aux réformes de l'église orthodoxe du patriarche Nikon.
Mais c'est surtout au XIXe siècle qu'elle en accueille après l'insurrection décabriste, tentative de coup d'État militaire à Saint-Pétersbourg en décembre 1825 pour imposer une constitution au tsar. L'insurrection échoue, et de nombreux décabristes sont exilés, parmi lesquels le capitaine Fiodor Petrovitch Chakhovskoï, le philosophe Mikhaïl Fonvizine, le capitaine Alexandre Ivanovitch Iakoubovitch ou encore le lieutenant Pavel Sergueïevitch Bobrichtchev-Pouchkine. À la fin du XIXe siècle et au début du XXe siècle, la ville accueille aussi les révolutionnaires Anatoly Vaneïev, Adolf Goustavovitch Perenson ou bien encore Alexandre Chlikhter. Quant au dramaturge soviétique Nikolaï Erdman, il est assigné à résidence à Ienisseïsk en 1933.